# Histoire des Juifs en Hongrie

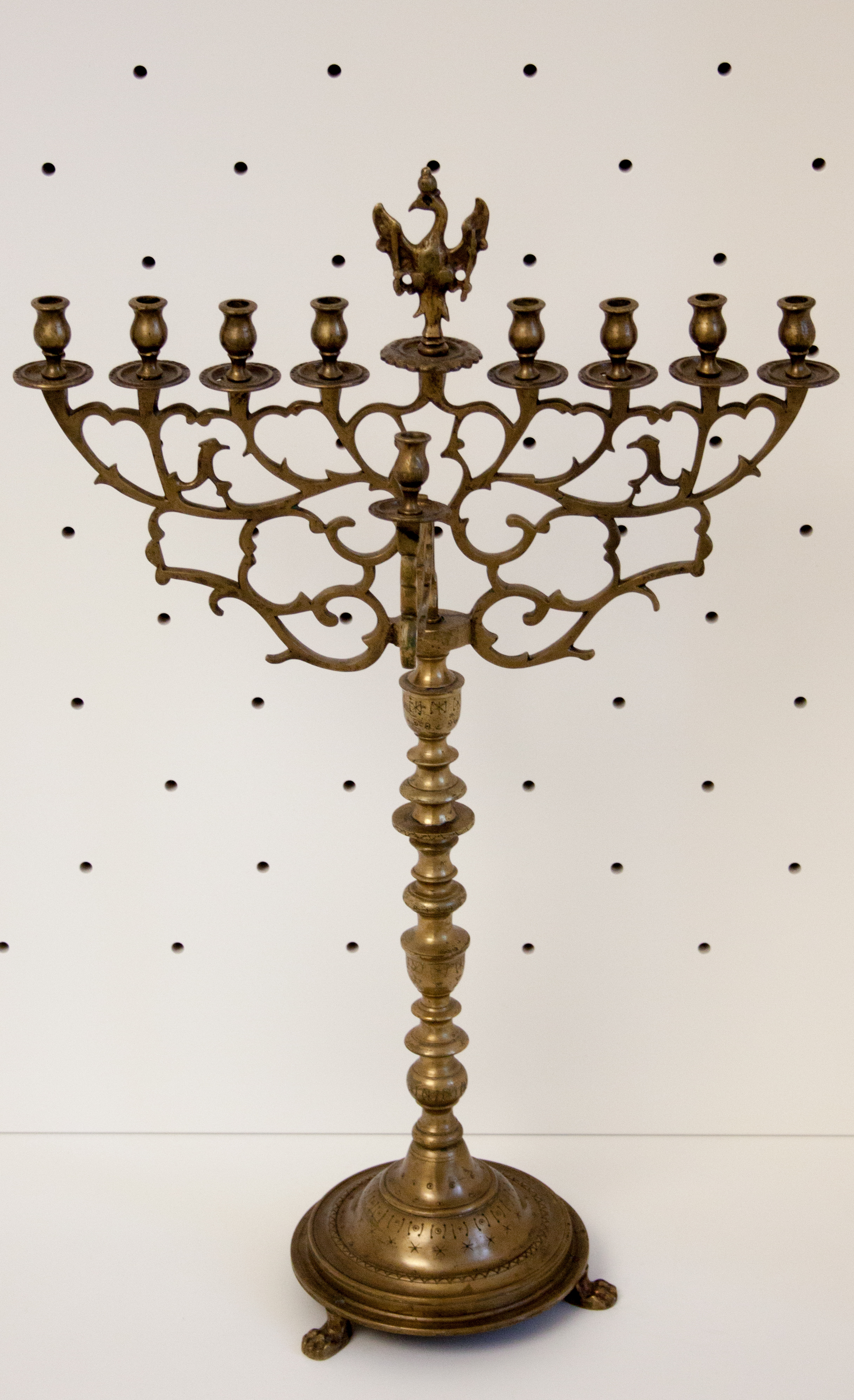
Hanoukkia, Hungarian Jewish Museum

L'histoire des Juifs en Hongrie remonte au XIe siècle, certaines références et des découvertes archéologiques attestant d'une présence antérieure. Cette communauté, qui eut à lutter contre la discrimination tout au long du Moyen Âge a représenté jusqu'à 5 % de la population hongroise au début du XXe siècle et a joué un rôle dans les domaines des sciences, des arts et de l'économie.
Aujourd'hui, entre 50 000 et 100 000 Juifs vivent en Hongrie, pour la plupart à Budapest. Il s'agit de l'une des 5 plus importantes communautés européennes avec les juifs français, britanniques, allemands, russes et ukrainiens. Le taux de mariages mixtes et interconfessionnels, de plus de 60 %, est très élevée et témoigne du haut niveau d'intégration de la communauté. Il existe de nombreuses synagogues en service en Hongrie, y compris la synagogue de la rue Dohány, la plus grande synagogue d'Europe et la deuxième plus grande au monde, après la synagogue Emanu-El de New York.

Sceau de la communauté juive austro-hongroise (XIXe s).

## Avant 1095

### Antiquité
Les dates précises d'installation des premiers Juifs en Hongrie ne sont pas connues. Selon une légende apocryphe, le roi Décébale de Dacie aurait autorisé des Juifs qui l'avaient soutenu dans sa guerre contre Rome, à s'installer sur son territoire. Une inscription en latin, l'épitaphe de Septima Maria, découverte sur le territoire de l'ancienne province de Pannonie, se réfère clairement à des notions juives. Cependant, si l'on peut assumer sans hésitation que les Juifs sont venus en Hongrie alors que les Romains régnaient dans ce pays, rien ne prouve que, dès cette époque, ils y étaient installés de façon permanente. 
Dans la langue hongroise, le mot Juif est zsidó, un terme d'origine slave.

### Moyen Âge
Le premier document historique évoquant les Juifs de Hongrie serait la lettre envoyée vers 960 au roi Joseph des Khazars par Hasdai ibn Shaprut, médecin et diplomate juif de Cordoue, dans laquelle il demande au roi des Khazars de lui fournir des informations sur les Khazars, leur origine, leur organisation politique et militaire ; il indique également que les ambassadeurs slaves ont promis de remettre le message au roi de Slavonie, qui à son tour, le transmettrait plus loin à des juifs du « pays de Hungarin »,. Dans le même temps, Ibrahim ibn Jacob a souligné que les Juifs migrent souvent de la Hongrie vers Prague (Tchéquie) pour des raisons économiques et commerciales. Samuel Kohn suggère que les Juifs khazars ont pu appartenir aux troupes hongroises qui sous le commandement de Árpád ont conquis le pays dans la seconde moitié du IXe siècle. On dispose de peu d'informations concernant les Juifs au cours de la période féodale de la Vajda si ce n'est qu'ils vivaient dans le pays et étaient investis dans le commerce.
Deux cents ans plus tard, sous le règne de saint Ladislas (1077-1095), le synode de Szabolcs décrète le 20 mai 1092 que les Juifs ne devraient pas être autorisés à avoir des épouses chrétiennes ni à posséder des esclaves chrétiens. Ce décret avait déjà été promulgué dans les pays chrétiens de l'Europe depuis le Ve siècle, et saint Ladislas l'a simplement étendu à la Hongrie.
Les Juifs de Hongrie se sont initialement rassemblés en petites communautés et ils étaient très respectueux de toutes les lois et coutumes religieuses juives comme l'illustre l'anecdote suivante. Des frères de Ratisbonne, des Juifs commerçants russes, étaient venus en Hongrie, avec un chariot chargé de marchandises en provenance de Russie dans le but de les vendre. Un vendredi après-midi, la roue de leur voiture a éclaté près de Esztergom. Lorsqu'ils l'eurent enfin réparée et qu'ils eurent pénétré dans la ville, il était tard, le shabbat avait commencé et les Juifs sortaient justement de la synagogue, si bien que les profanateurs involontaires de shabbat ont été condamnés à de nombreux jours de jeûne et à des amendes.
Le rituel des Juifs hongrois reflète fidèlement leur origine allemande.

## Les commencements (1100-1300)
Le roi Coloman (1095-1116), le successeur de saint Ladislas, a renouvelé en 1101 le décret de Szabolcs datant de 1092, en y ajoutant de nouvelles interdictions prohibant l'emploi des domestiques et des esclaves chrétiens. Il a également intimé aux Juifs l'ordre d'habiter dans des villes pourvues de Sièges épiscopaux - sans doute afin qu'ils demeurent en permanence sous la supervision de l'Église. Peu de temps après la promulgation de ce décret, les Croisés sont arrivés en Hongrie. Non seulement les Hongrois n'ont pas sympathisé avec eux, mais Coloman s'est même opposé à eux. Mus par la colère, les croisés ont alors attaqué certaines villes de Hongrie et ont infligé aux Juifs, d'après Guedalya ben Joseph ibn Yahya, de nombreuses souffrances et un sort semblable à celui qu'ils avaient fait subir à leurs coreligionnaires en France, en Allemagne et en Bohême.
Les atrocités infligées aux Juifs de Bohême conduisirent beaucoup d'entre eux à se réfugier en Hongrie. L'immigration de riches Juifs de Bohême décida probablement Coloman à réglementer les transactions commerciales et bancaires entre les Juifs et les chrétiens. Il a en particulier décrété que lors de toute transaction d'emprunts entre Juifs et chrétiens, des témoins devaient être présents.
Pendant le règne du roi André II (1205-1235), certains Juifs étaient nommés chambellans, fonctionnaires chargés de collecter des taxes ainsi que l'impôt sur la menthe et le sel. Les nobles du pays, toutefois, persuadèrent le roi d'interdire aux Juifs l'accès à ces hautes fonctions dans un décret nommé la Bulle d'or publiée en 1222. Néanmoins, en 1226, lorsqu’André eut besoin d'argent, il transgressa ce décret et donna en fermage des propriétés royales à des Juifs, qui s'étaient beaucoup plaints des injustices dont ils étaient victimes. Sur ces entrefaites, le pape Honorius III excommunia André, jusqu'à ce que, en 1233, il promit sous serment aux ambassadeurs du nouveau pape Grégoire IX de faire appliquer les décrets de la Bulle d'or dirigée contre les Juifs et les Sarrasins obligeant ces deux peuples à se distinguer des chrétiens au moyen de badges, et leur interdisant d'acheter ou de garder des esclaves chrétiens.
L'année 1240 correspond dans le calendrier juif à la fin du cinquième millénaire. À cette date, les Juifs attendaient la venue de leur Messie. L'invasion mongole en 1241 semblait correspondre aux espoirs, puisque dans l'imaginaire de la tradition juive, les heureux temps messianiques devaient être inaugurés par la guerre de Gog et Magog. Béla IV (1235-1270) a nommé un Juif, Henul, juge chambellan (le Juif Teka avait déjà rempli cette fonction sous le règne d'André II). À la même période, Wölfel et ses deux fils Altmann et Nickel ont assuré la gouvernance du château de Komárom et de ses domaines. Béla a également confié aux Juifs l'impôt sur la menthe, et des pièces de monnaie en hébreu de cette période peuvent encore être trouvées en Hongrie. En 1251, Béla a accordé à ses sujets juifs un privilège qui était semblable à celui accordé par le duc Frédéric II d'Autriche aux juifs autrichiens en 1244, mais que Béla a modifié pour l'adapter aux conditions de la Hongrie. Ce privilège est resté en vigueur jusqu'à la bataille de Mohács en 1526.
Lors du synode de Buda (1279), qui a eu lieu sous le règne du roi Ladislas IV (1272-1290), il a été décrété, en présence de l'ambassadeur du pape, que tout Juif se montrant en public devait porter sur son côté gauche un morceau de tissu rouge; que tout chrétien signant une transaction avec un Juif non marqué, ou partageant une maison ou des terres avec un Juif, se verrait refuser l'accès aux services de l'Église, et que tout chrétien confiant une fonction à un Juif serait excommunié. André III (1291-1301), le dernier roi de la dynastie Árpád, a déclaré, dans le privilège qu'il a accordé à la communauté de Posonium (Bratislava), que les Juifs de cette ville devraient bénéficier de toutes les libertés des citoyens.

## Expulsions, réintégrations et persécutions (1349-1526)
Sous le règne des rois étrangers qui ont occupé le trône de la Hongrie après l'extinction de la maison d'Árpád, les Juifs hongrois ont été victimes de nombreuses persécutions, et, durant la Peste noire (1349), ils ont été expulsés du pays. Bien que les Juifs aient été réadmis immédiatement, ils ont à nouveau été persécutés, et furent une fois de plus expulsés en 1360 par le roi Louis le Grand d'Anjou (1342-1382) après l'échec de sa tentative de les convertir au catholicisme. Ainsi chassés de Hongrie, ils ont été accueillis en Moldavie par Alexandre le Bon de Moldavie et en Valachie par Dano Ier, qui leur a accordé des privilèges commerciaux.
Lorsque, quelques années plus tard, la Hongrie fit face à des difficultés financières, les Juifs furent rappelés. Ils purent ainsi constater que, pendant leur absence, le roi Louis avait introduit la coutume de « lettre morte » (Tödtbriefe), c'est-à-dire, l'annulation d'un trait de plume, à la demande d'un sujet ou d'une ville, des créances et actes hypothécaires des Juifs. Le roi avait également créé le poste de fonctionnaire important de « juge de tous les Juifs vivant en Hongrie ». Ce fonctionnaire choisi parmi les hauts dignitaires du pays, les Palatines, et les trésoriers, était secondé par un adjoint. Son rôle était de collecter les taxes des Juifs, de protéger leurs privilèges, et particulièrement à partir du règne de Sigismond de Luxembourg (1387-1437) d'écouter leurs plaintes.
Les successeurs de Sigismond : Albert (1437-1439), Ladislas le Posthume (1453-1457), et Matthias Corvin (1458-1490) - à leur tour confirmèrent le privilège de Béla IV. Matthias institua le poste de « préfet juif de Hongrie ». La période qui suivit la mort de Matthias fut difficile pour les Juifs hongrois. Dès son enterrement, ils furent attaqués, leurs biens furent confisqués, les créances et les prêts qu'ils avaient consentis ne furent pas honorés, et les persécutions s'amplifièrent. Le prétendant John Corvinus, fils illégitime de Matthias, les expulsa à nouveau. Plus tard le roi Ladislas II (1490-1516), ayant toujours besoin d'argent, leur imposa de lourdes taxes. Au cours du règne de ce roi, des Juifs furent pour la première fois brûlés vifs sur un bûcher, et nombre d'entre eux, accusés de meurtre rituel, furent exécutés à Nagyszombat (Trnava), en 1494.
Les Juifs hongrois présentèrent finalement une demande de protection auprès de l'empereur allemand Maximilien Ier. À l'occasion du mariage de Louis II de Hongrie avec l'archiduchesse Marie en 1512, l'empereur octroya sa protection au préfet, Jacob Mendel, ainsi qu'à toute sa famille et à tous les autres Juifs hongrois. Il leur accorda les droits dont jouissaient déjà ses autres sujets. Plus tard, sous le règne du successeur de Ladislas, Louis II (1516-1526), la persécution des Juifs reprit. Le sentiment d'amertume envers eux fut en partie renforcé par le fait que Emerich Szerencsés, juif converti au christianisme, ministre du trésor public, détourna des fonds publics, suivant ainsi l'exemple de la noblesse qui profitant de la faiblesse de Louis, ne se privait pas de piller le trésor public.

## Période de la conquête ottomane (1526-1686)

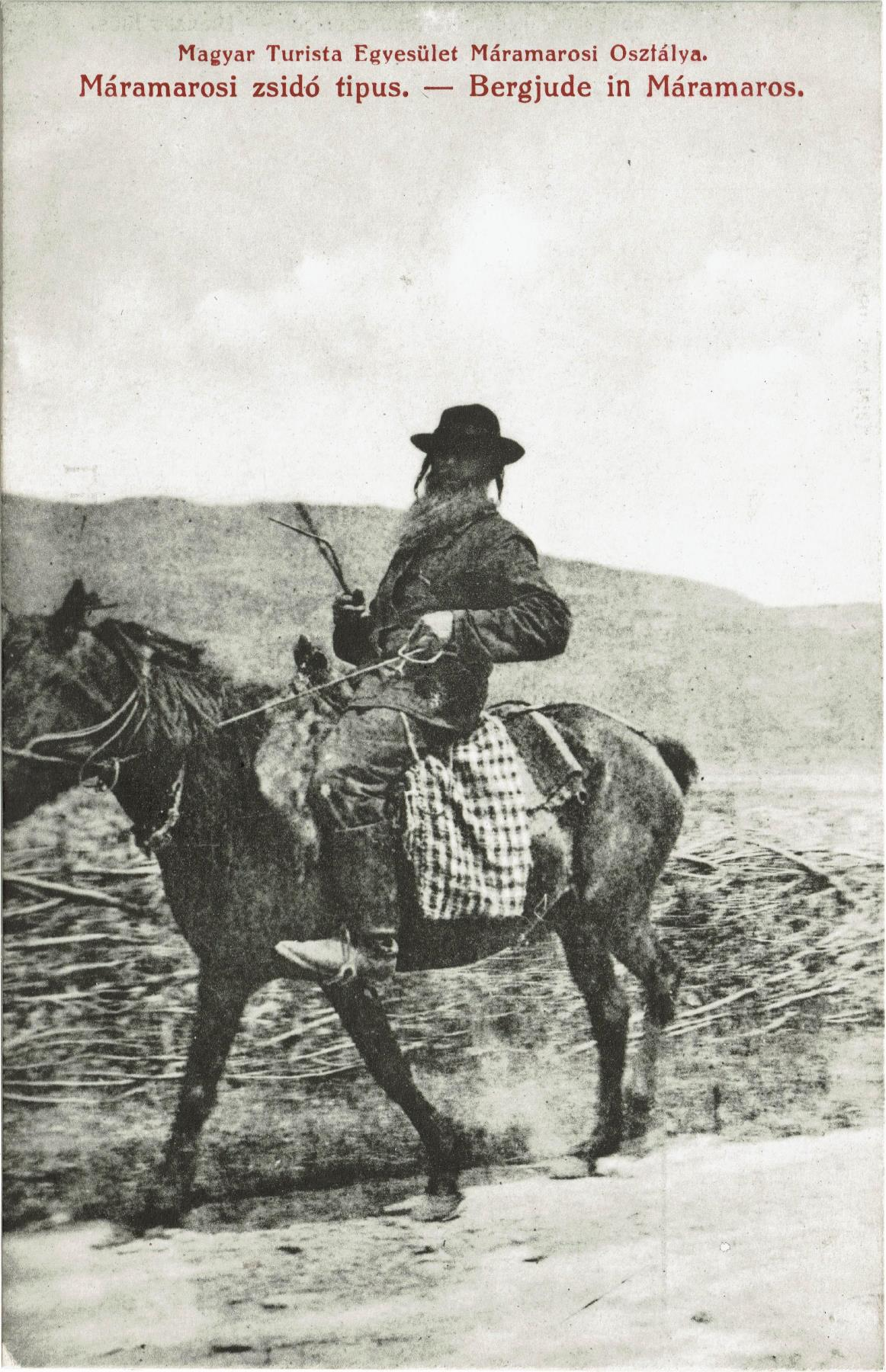
« Type juif de Marmaroch » (1906-18)

Les Ottomans ont vaincu les Hongrois à la bataille de Mohács (le 29 août 1526) où le roi Louis II fut tué. Quand la nouvelle de sa mort atteignit sa capitale Buda, la cour et les nobles s'enfuirent, accompagnés par quelques Juifs riches, dont le préfet. Quand le grand vizir, Ibrahim Pacha, précédant le sultan Soliman Ier, arriva avec son armée à Buda, les représentants des Juifs restés dans la ville, lui tendirent les clés du château abandonné, en gage de soumission. Le sultan lui-même entra à Buda le 11 septembre; le 22 septembre, il décréta que tous les Juifs capturés à Buda, Esztergom et ailleurs, en tout plus de 2000, seraient répartis parmi les villes de l'Empire ottoman. Ils furent envoyés à Constantinople, Plevna (Pleven) et Sofia où ils maintinrent des communautés distinctes pendant des décennies. À Sofia, dans la seconde moitié du XVIe siècle, existaient quatre communautés juives : Romaniote, Ashkénaze, Séfarade et "Ungarus". Plus tard le surplus des Juifs hongrois de Sofia s'installa à Kavala.
Quelques-uns des Juifs de Hongrie furent déportés en Anatolie. D'autres, à l'approche du sultan, avaient cherché refuge au-delà de la frontière ou dans les villes libres royales de la Hongrie occidentale. La veuve de Louis II, la régente Maria, favorisait les ennemis des Juifs. Les citoyens de Sopron furent les premiers à engager les hostilités contre les Juifs, les expulsant, confisquant leurs biens et pillant la synagogue et les maisons. La cité de Presbourg reçut aussi permission de la régente d'expulser les Juifs car ils avaient manifesté l'intention de fuir devant les Turcs. Les Juifs quittèrent Presbourg le 9 novembre.
Ce même jour, débuta la diète de Székesfehérvar où Janos Zapolyai fut élu roi en concurrence avec Ferdinand de Habsbourg. Durant cette diète fut décrétée l'expulsion totale et immédiate des Juifs de tout le royaume. Toutefois Zapolyai ne ratifia pas ces lois. La diète de Presbourg de décembre 1526 annula toutes les décisions de celle de Székesfehérvar, y compris l'élection de Zapolyai et choisit Ferdinand à sa place.
Le seigneur de Bösing (Pezinok) avait des dettes envers des Juifs. Aussi une accusation de meurtre rituel fut lancée contre ses créditeurs en 1529 et les accusés périrent sur le bûcher. En 1539, le même sort advint aux Juifs de Nagyszombat. Les Juifs furent expulsés de ces deux villes.

Les Juifs vivant dans la partie de la Hongrie occupée par les Ottomans furent bien mieux traités que ceux qui étaient sous la domination des Habsbourgs. Durant les périodes 1546-1590 et 1620-1680, la communauté de Buda fut florissante.

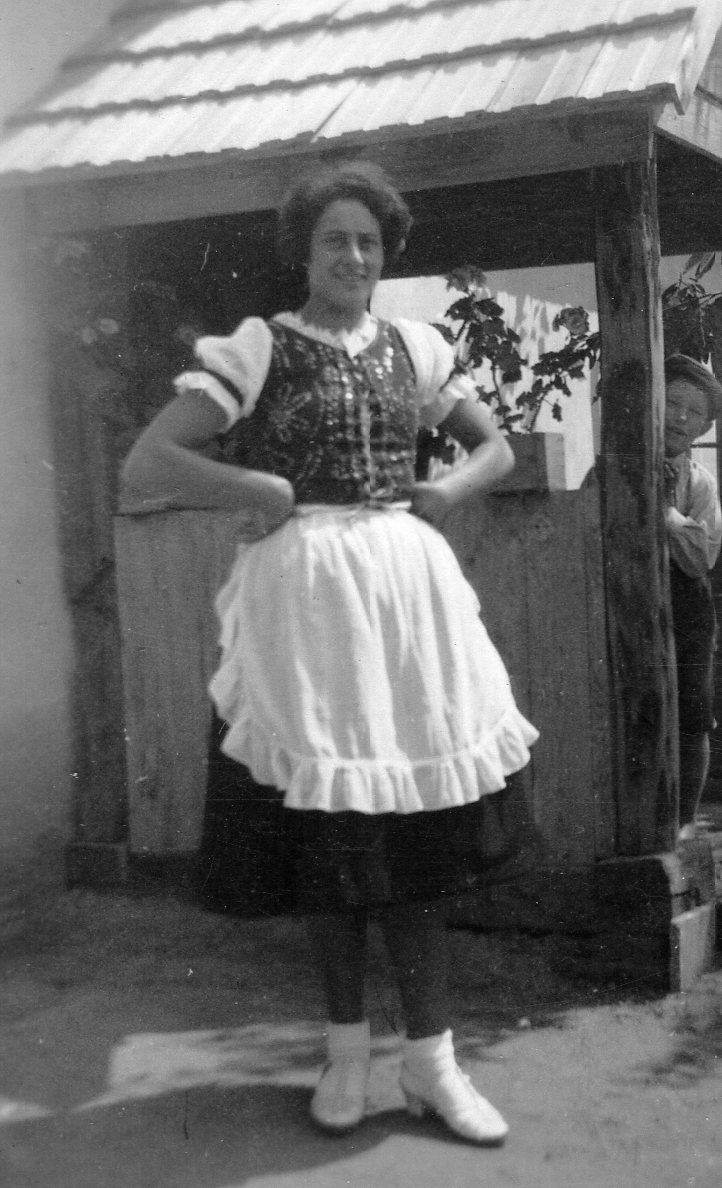
Juive hongroise portant le costume folklorique : Rózsa Grünbaum, future ép. Rosa Schediwy (1911-2003), Berzence (1932)

Le tableau ci-dessous indique le nombre de chefs de famille juifs de Buda payant la taxe jizya réservée aux dhimmis (non-musulmans) auprès des autorités durant la domination ottomane[réf. nécessaire] :
| 1546 | 1559 | 1562 | 1590 | 1627 | 1633 | 1660 |
| ---- | ---- | ---- | ---- | ---- | ---- | ---- |
| 50   | 44   | 49   | 109  | 11   | 20   | 80   |

À la fin de la période ottomane, le millier de Juifs de Buda priaient dans trois synagogues : ashkénaze, séfarade et syrienne.
Pendant que les Ottomans exerçaient leur domination sur la Hongrie, les Juifs de Transylvanie (qui était à l'époque une principauté indépendante) prospéraient également. Sur la demande d'un médecin juif de Constantinople, le prince de Transylvanie Gabriel Bethlen accorda le 18 juin 1623 une lettre de privilège aux Juifs espagnols d'Anatolie.
Dans la partie sous domination autrichienne, les Juifs furent toujours en conflit à Presbourg et la diète de 1578 leur imposa un doublement de l'impôt par rapport aux autres habitants. La diète de 1630 leur interdit de prendre la charge des douanes et plus généralement les exclut de tout privilège. Ils eurent à payer une taxe spéciale pour aider à la reconquête de Buda à la fin du XVIIe siècle. La communauté de Buda souffrit beaucoup pendant le siège ainsi que celle de Székesfehérvar quand l'armée impériale conquit cette ville (pour une courte période) en septembre 1601. Beaucoup de ses membres furent soit assassinés, soit vendus comme esclaves. Ils furent ensuite rachetés par les Juifs allemands, italiens et ottomans. La paix rétablie, les communautés se reconstituèrent. Léopold Ier (1657-1715) décida leur expulsion le 24 avril 1671 mais annula son décret le 20 août.
Durant le siège de Vienne en 1683, les Juifs qui étaient revenus dans cette ville furent maltraités. Les Ottomans pillèrent leurs communautés dans la Hongrie occidentale et emmenèrent leurs membres en esclavage.

## Sous la domination des Habsbourg

### De nouvelles persécutions et expulsions (1686-1740)

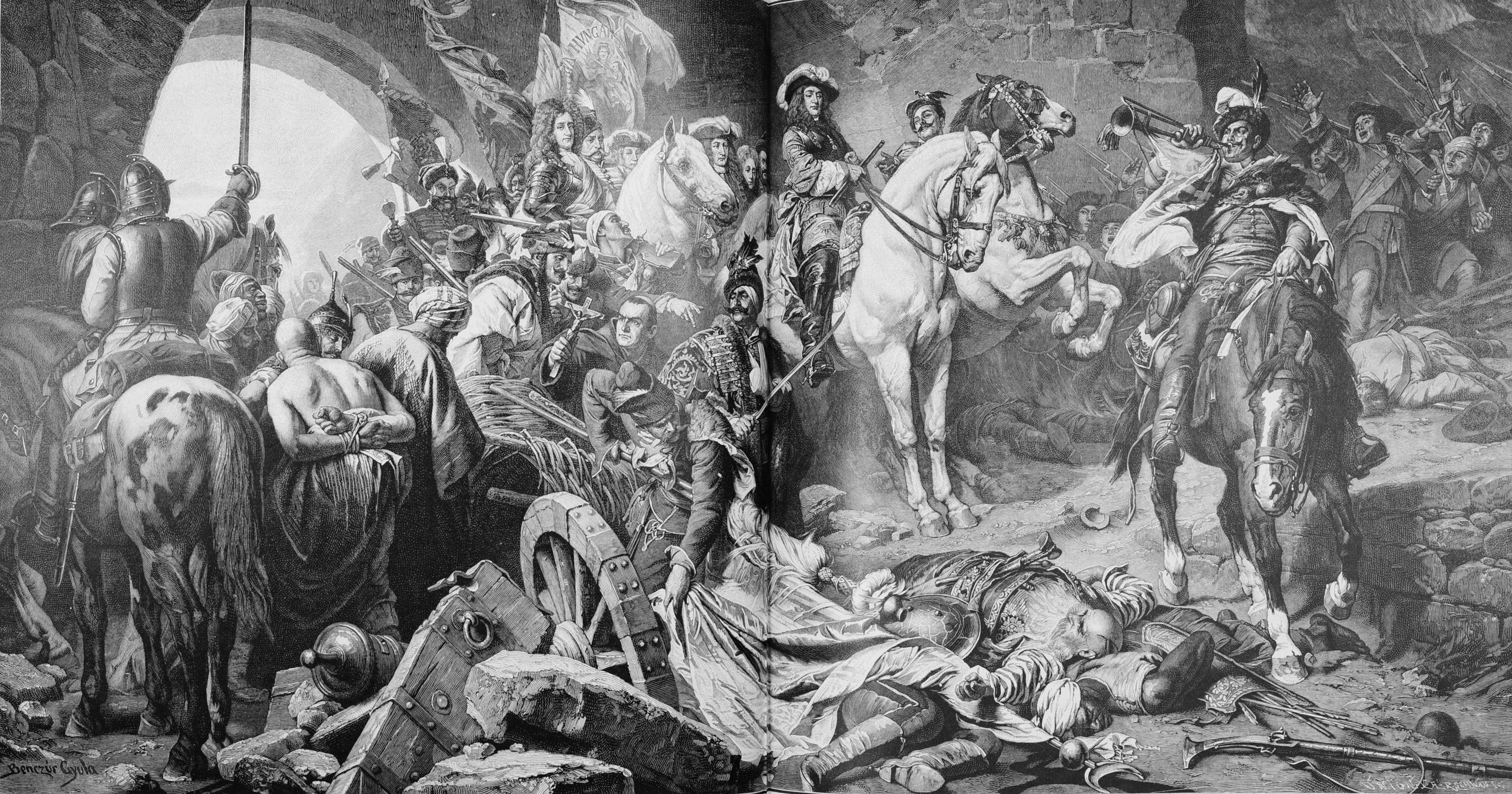
Entrée des Impériaux dans Buda en 1686, Die Gartenlaube, 1897.

Les troupes impériales ont reconquis Buda le 2 septembre 1686. La plupart des Juifs furent alors massacrés et quelques-uns capturés et rendus moyennant une rançon. Dans les années suivantes, la Hongrie tout entière fut reconquise. Pour repeupler le pays dévasté, on encouragea la venue de catholiques allemands en même temps qu'une disparition progressive des Juifs. La diète de Presbourg (1686-1687) imposa une taxation double aux Juifs, leur interdit de pratiquer l'agriculture, de posséder des terres et d'avoir des domestiques chrétiens.

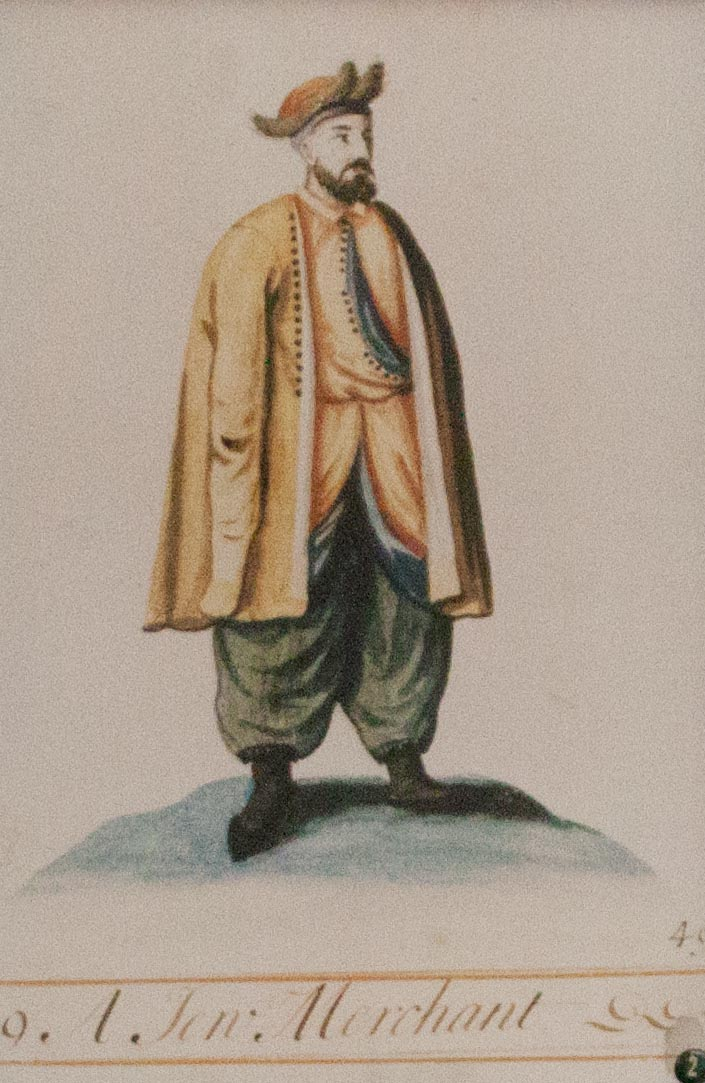
Costume d'un marchand juif hongrois (XVIIIe s.)

Dès 1690, le gouvernement ordonna à la ville de Sopron d'expulser les Juifs venus des provinces autrichiennes. On voulait interdire aux Juifs la fonction de collecteur de taxes mais ce ne fut pas réalisé et des Juifs continuèrent à occuper des fonctions officielles. La révolte des Kuruc, sous François II Rakoczi, fit beaucoup souffrir les Juifs. Les Kuruc ont emprisonné et assassiné les Juifs qui avaient eu le tort d'être du côté du roi. Un certain nombre de Juifs ont cherché refuge dans des villes d'Autriche. Quoique le nombre de Juifs tués n'ait pas été considérable, leur situation économique s'est détériorée.
Une fois la paix revenue, les Juifs furent expulsés par de nombreuses villes qui craignaient leur concurrence. En particulier, Esztergom les a expulsés en 1712 car la ville qui avait donné naissance à Saint Etienne ne pouvait pas être « souillée » par leur présence. Toutefois les Juifs vivant dans la campagne, dans les propriétés seigneuriales, ne furent pas inquiétés.
Le sort des Juifs ne s'améliora pas sous le règne de Charles III (1711-1740) (empereur sous le nom de Charles VI) qui désirait réduire le nombre de Juifs dans ses domaines. Il décréta en 1726 que dans chaque famille juive des provinces autrichiennes, seul un enfant mâle pourrait se marier. Ceci entraîna un afflux de Juifs autrichiens vers la Hongrie, principalement dans les provinces du Nord-Ouest, celles de Nyitra, de Presbourg et de Trencsén. Cependant, les Juifs venant de Moravie étaient toujours considérés comme moraviens et devaient - pendant de nombreuses années - payer les mêmes taxes qu'en Moravie. Les Juifs furent cependant protégés des lois royales par la bienveillance des magnats hongrois.
En même temps, le roi essayait d'ôter aux Juifs les villes minières, mais ni le roi Léopold, ni le roi Charles n'y parvinrent réellement.

### Le règne de Marie-Thérèse (1740-1780)

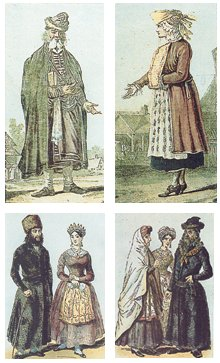
Vêtements juifs polonais des XVIIe et XVIIIe siècles.

En 1735 un recensement des Juifs du pays a été réalisé dans le but d'en réduire le nombre. Il y avait alors 11 621 Juifs en Hongrie avec 2 474 chefs de famille mâles et 77 femmes. De ces chefs de famille, 35,31 % déclaraient être Hongrois, le reste étant des immigrés. 38,35 % venaient de Moravie, 11,05 % de Pologne et 3,07 % de Bohême. La plus grande communauté était celle de Presbourg avec 770 membres. La plupart des Juifs étaient dans le commerce ou l'industrie, très peu travaillant dans l'agriculture.
Sous le règne de Marie-Thérèse, les Juifs furent expulsés de Buda en 1746 et une "taxe de tolérance" fut imposée aux Juifs de Hongrie en 1749. Cette taxe, initialement fixée à 50 000 gulden par an fut ramenée après discussion à 20 000 gulden par an pendant 5 ans.. Les délégués des Juifs de Hongrie devaient se charger de la répartition dans les communautés et les communautés dans les familles.
Les Juifs, accablés par ces nouvelles impositions, ont jugé que le temps était venu de supprimer les interdictions auxquelles ils étaient soumis. Ils n'avaient pas le droit de vivre en Croatie, en Slavonie, dans les comtés de Baranya et de Heves ou dans plusieurs villes libres royales et autres localités. Ils ne pouvaient même pas y fréquenter les marchés. A Székesfehérvar, ils devaient payer 1 gulden et 30 kreuzer pour entrer dans la ville pendant la journée, ne serait-ce que pour une heure. Dans beaucoup d'endroits, ils ne pouvaient même pas passer la nuit. Ils ont demandé à la commission royale avec laquelle ils ont discuté de la taxe de tolérance qu'on leur accorde le droit de séjourner - ou au moins de se rendre dans les foires - en Croatie, en Slavonie et dans tous les autres endroits.
D'autres revendications portaient sur les péages doublés ou triplés ou sur le doublement de la taxe de tolérance dans le comté de Zips.
La commission royale a transmis ces revendications à la reine en suggérant des améliorations que la reine a acceptées.
Avant la fin de la période de 5 ans, les délégués des Juifs ont de nouveau rencontré la commission royale à Presbourg. Ils ont proposé de porter la somme versée à 25 000 gulden par an si la reine s'engageait à ne pas augmenter ce montant pendant 10 ans. Mais la reine a refusé cette requête et les autres revendications des Juifs. La taxe passa à 30 000 gulden en 1760, 50 000 en 1772, 80 000 en 1778 et 160 000 en 1813.

### Le règne de Joseph II (1780-1790)

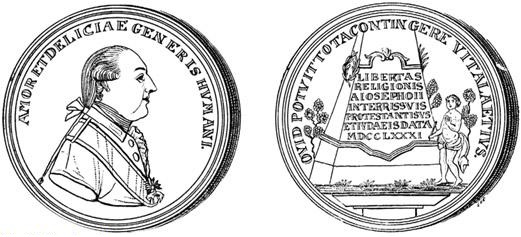
Médaille frappée sous le règne de Joseph II, commémorant son octroi de la liberté religieuse aux Juifs et aux protestants en Hongrie (1786)

Joseph II, fils et successeur de Marie-Thérèse, empereur du Saint Empire romain germanique, a immédiatement fait comprendre qu'il voulait alléger la condition des Juifs et il a communiqué cette intention au chancelier hongrois, le comte François Eszterhazy dès le 13 mai 1781. Aussi, le gouvernement hongrois a-t-il promulgué le 31 mars 1783 un décret annulant d'un seul coup tous les décrets qui avaient opprimé les Juifs pendant des siècles. Les villes libres royales, à l'exception des villes minières, étaient ouvertes aux Juifs qui étaient devenus libres de s'installer n'importe où dans le pays.

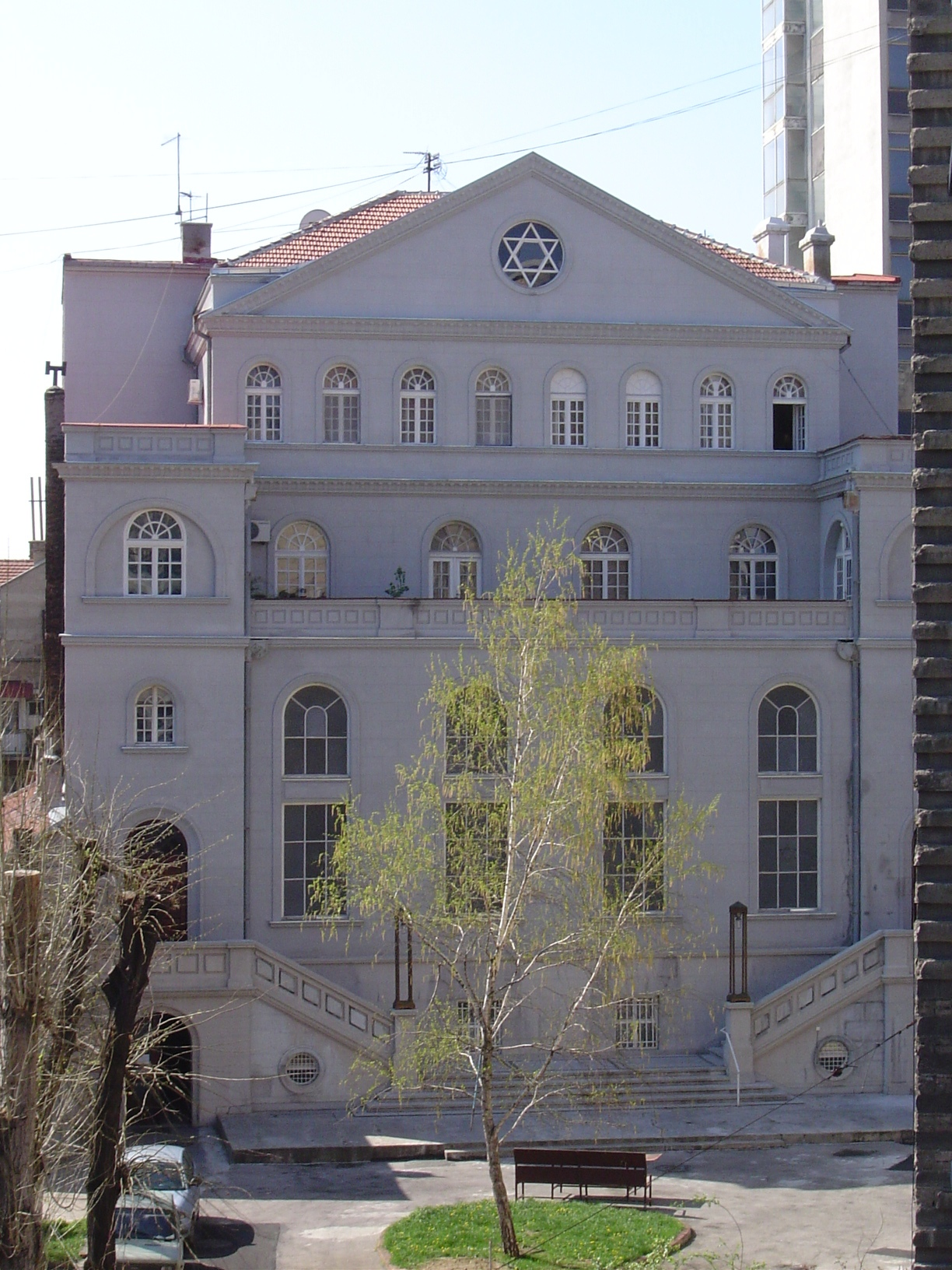
Synagogue de Belgrade

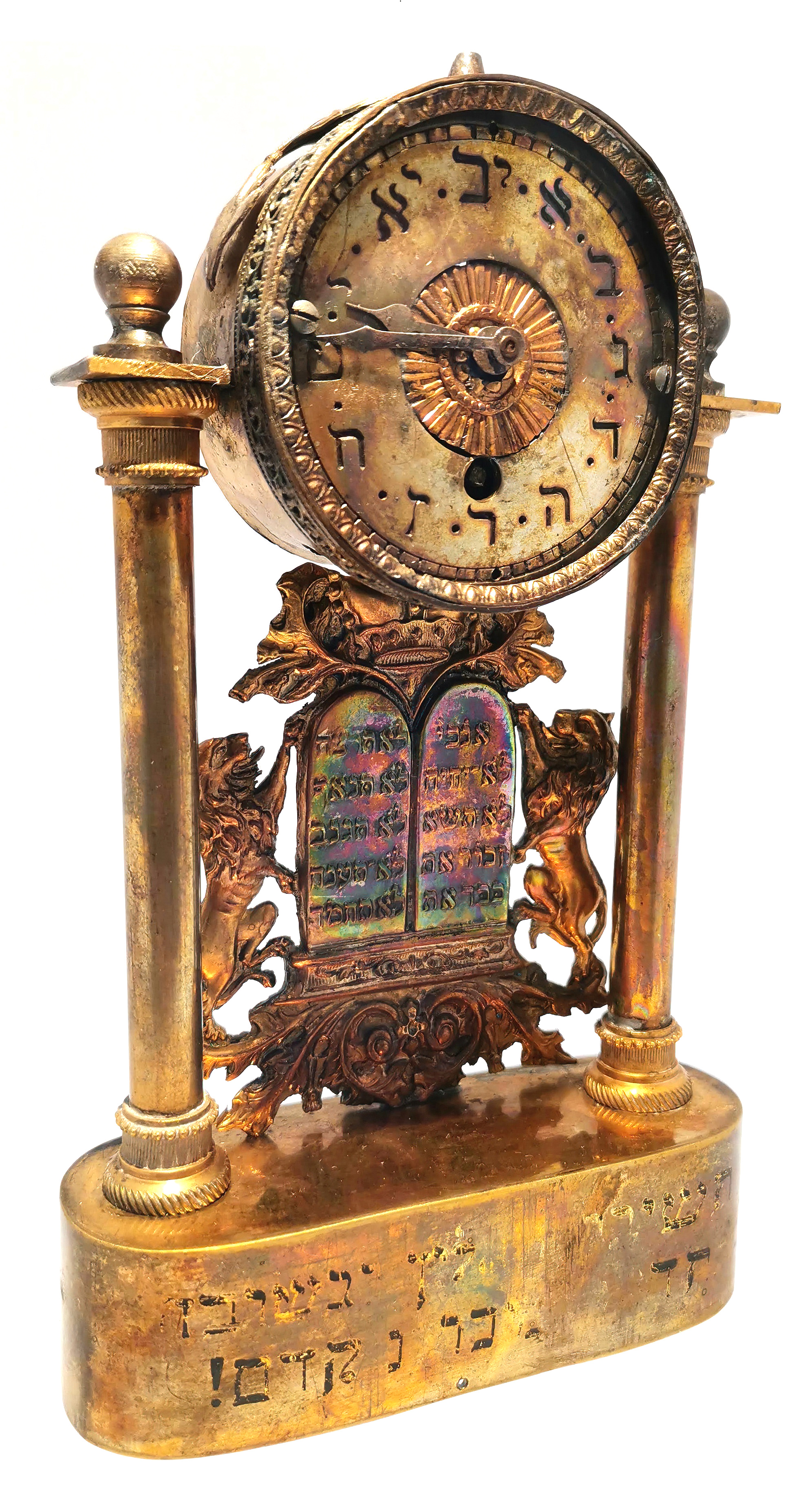
Ancienne horloge juive, Musée juif hongrois de Budapest

Le texte décrétait que les documents des Juifs ne devraient plus être rédigés en hébreu ou en yiddish mais en latin, allemand et hongrois, les langues utilisées alors dans le pays, langues que les jeunes Juifs étaient censés apprendre dans les deux ans. Les documents écrits en hébreu ou en yiddish n'avaient plus de valeur légale. Les livres hébreux ne devaient plus servir qu'au culte. Les Juifs devaient organiser des écoles primaires. Les décisions de l'Empereur, prises dans l'intérêt des Juifs, devaient être annoncées dans les synagogues et les rabbins devaient en expliquer les effets salutaires.
Les matières enseignées dans les écoles juives devaient être les mêmes que dans les autres. Les mêmes livres devaient être utilisés dans toutes les écoles primaires et tout ce qui pourrait offenser les non-catholiques devrait être supprimé. Pendant les premières années, des enseignants chrétiens devraient être employés dans les écoles juives mais sans interférer avec les affaires religieuses de ces institutions. Après un délai de 10 ans, un Juif ne pourrait s'engager dans le commerce ou créer une entreprise s'il ne peut prouver qu'il a fréquenté une école. Les jeunes Juifs peuvent entrer à l'Université pour étudier n'importe quel sujet, sauf la théologie.
Les Juifs peuvent louer une ferme s'ils peuvent les cultiver sans l'aide de chrétiens. Le colportage et de nombreuses activités industrielles sont autorisées aux Juifs et ils peuvent être admis dans les corporations. Seule leur exclusion des villes minières est maintenue. Toute marque distinctive imposée jusque-là est supprimée et les Juifs peuvent même porter l'épée. D'un autre côté, on leur demande de supprimer toute marque distinctive prescrite par leur religion et de se raser la barbe.
Par une pétition du 22 avril 1783, les Juifs expriment leur gratitude à l'empereur mais, se basant sur son principe de non interférence avec la religion, ils lui demandent la permission de garder leur barbe, ce que l'empereur accorde tout en réaffirmant les autres points de son décret. Les Juifs créent des écoles en divers endroits : Presbourg, Obuda, Vagujhely, et Nagyvarad.
Un décret du 23 juillet 1787 impose à chaque Juif de prendre un nom allemand et un autre décret, de 1789, les contraint au service militaire, à leur grande consternation.

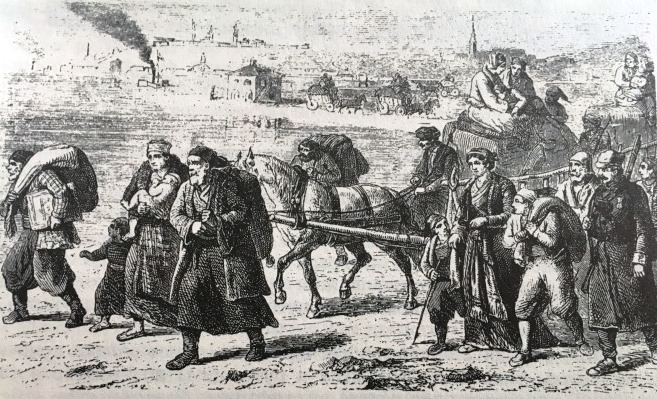
Juifs séfarades fuyant de Belgrade vers Zemun après les bombardements de la forteresse de la capitale par les Ottomans en 1862

À la mort de Joseph II (20 février 1790), les villes royales libres se montrent alors très hostiles aux Juifs. Les citoyens de Pest déposent une pétition auprès du conseil municipal pour qu'à partir du 1er mai 1790, les Juifs ne soient plus autorisés à y résider. Le gouvernement intervient et finalement, on se limite à interdire aux Juifs le colportage dans cette ville. De même, la ville de Nagyszombat fixe au 1er mai la date de départ des Juifs. Ceux-ci en appellent au gouvernement et en décembre, la Diète informe les autorités municipales qu'elles n'ont pas le droit de le faire.

## Révolution et émancipation, 1848-1849

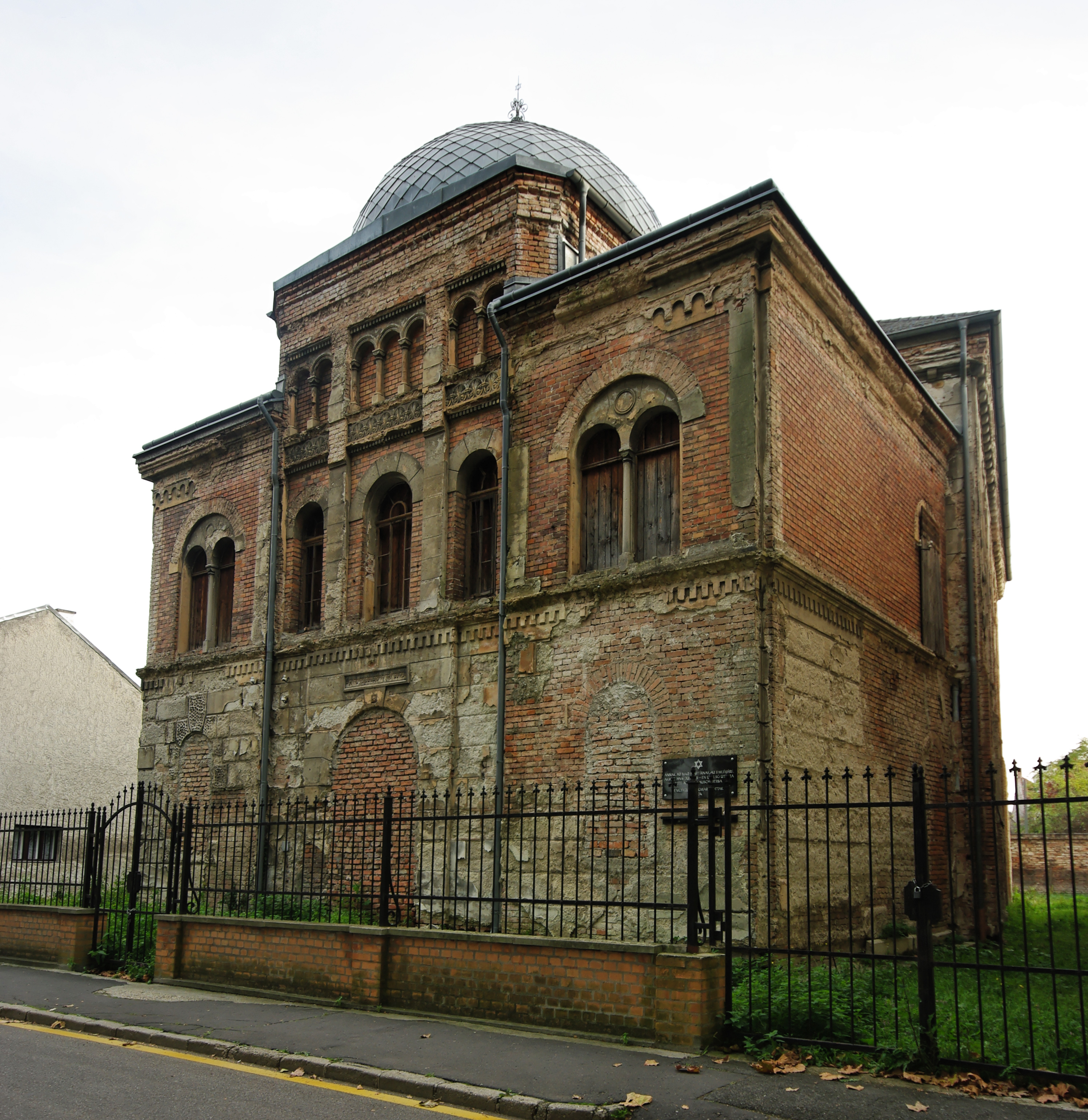
Synagogue de Sopron, construite vers 1890

### Les Juifs et la révolution hongroise
Pendant la révolution de 1848, les Juifs soutiennent la cause magyar et participent au mouvement révolutionnaire. « Les pogroms menés par les Allemands, l'impôt punitif sur les juifs après 1849 renforcent l'alliance avec la noblesse libérale hongroise. Cette évolution entraîne même les juifs de Bratislava, très soumis à un rabbinat conservateur ».

Ils représentent 3,7 % de la population soit environ 340 000 personnes. 

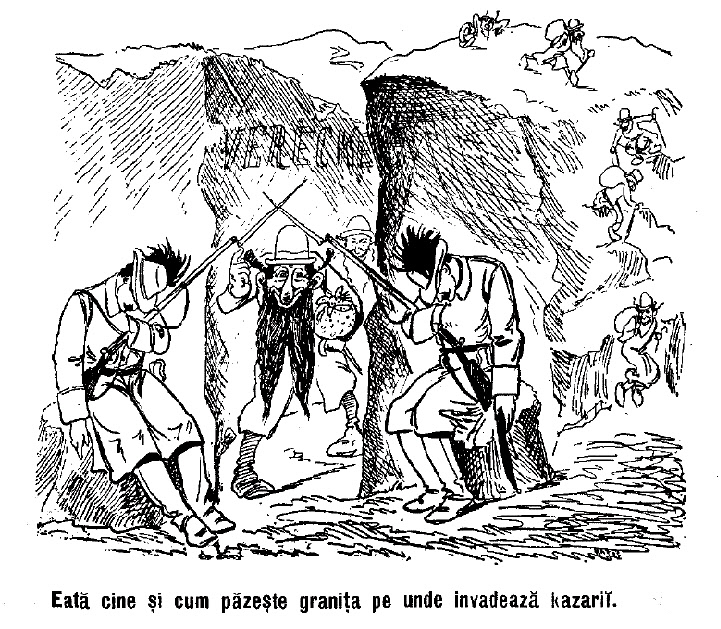
Dessin antisémite et anti-hongrois montrant des Juifs ashkénazes stéréotypés traversant la frontière d'Ukraine (Empire russe) vers l'Autriche-Hongrie, en faisant fi des gardes (1901)

## L'émancipation et ses conséquences
Après 1848, les écoles se multiplient et, après 1860, elles proposent un enseignement en hongrois.
En 1867, l'empereur François-Joseph émancipe tous les Juifs de l'Empire austro-hongrois. Grâce à cette émancipation, les Juifs peuvent développer leurs activités dans tous les domaines : industrie, commerce, arts et sciences, professions libérales. Ils jouent un rôle important dans l’avènement de la modernité en Hongrie.
« En 1868 se tient un congrès des juifs de Hongrie qui entérine la tripartition de la communauté entre orthodoxes, « néologues » (les juifs de progrès) et parti médian ».

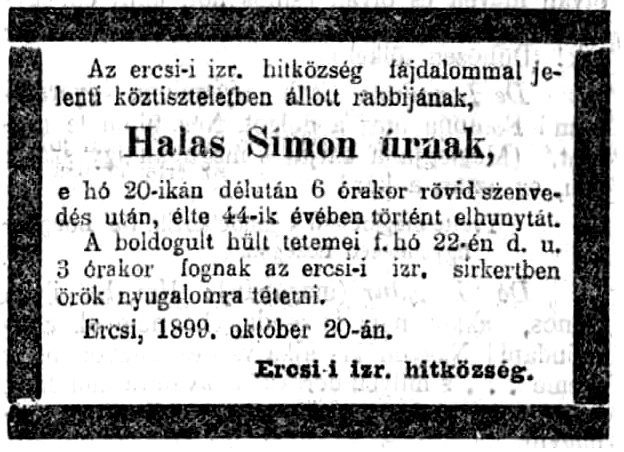
Nécrologie du rabbin Simon Halas (1856-1899) dans le Pesti Hírlap (1899)

## Révolution

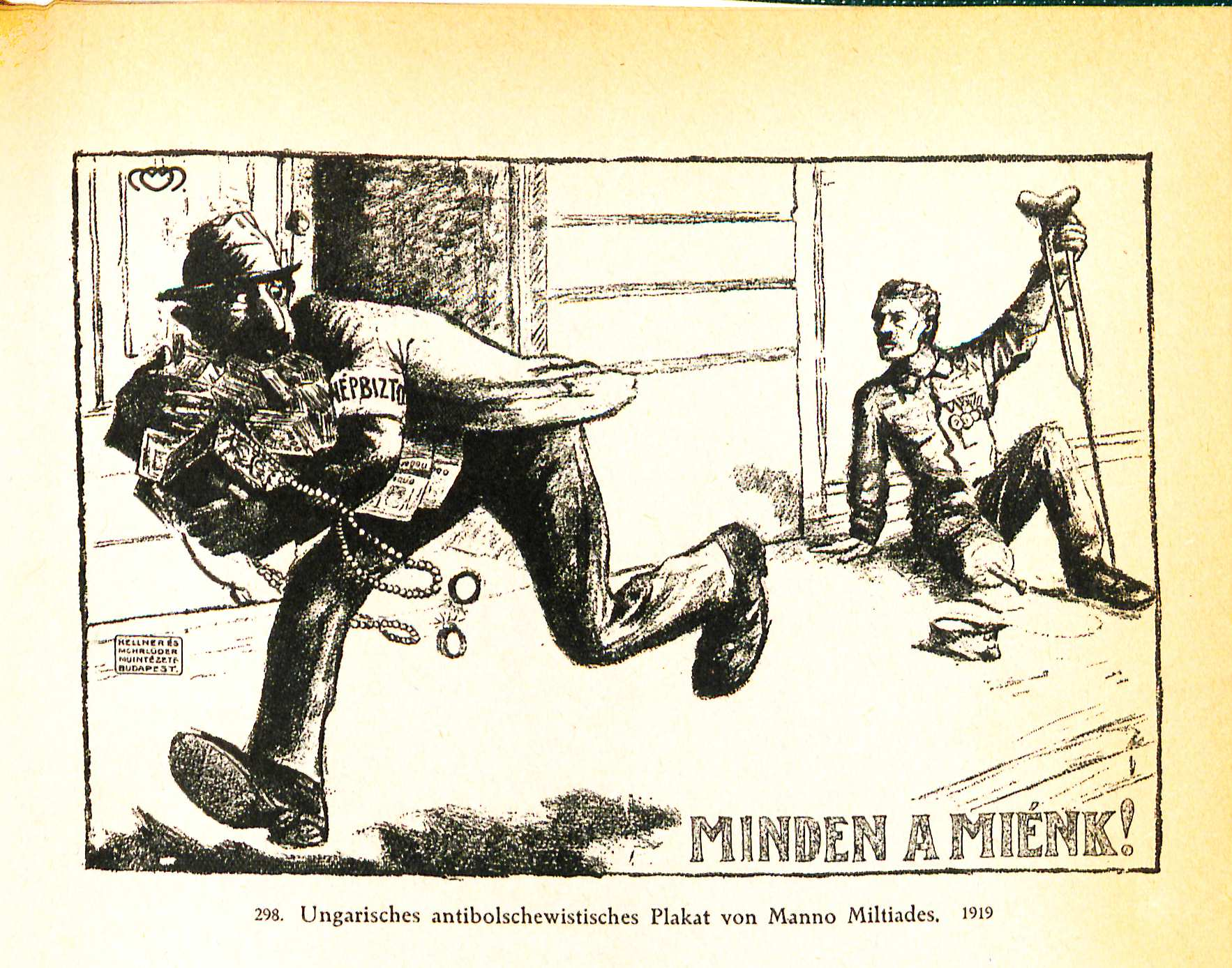
« Tout est à nous ! », dessin antisémite de Miltiades Manno (1919)

Plus de 10 000 Juifs sont morts et des milliers ont été blessés et handicapés en combattant pour la Hongrie pendant la Première Guerre mondiale. 
Le 21 mars 1919 est proclamée à Budapest la république des conseils de Hongrie qui abolit aussitôt toutes les discriminations liées à la religion. Parmi ses dirigeants, on trouve des Juifs hongrois comme Béla Kun, Jenő Landler (hu), Béla Vágó (hu), Ottó Korvin (en), Tibor Szamuely, Georg Lukács ou Mátyás Rákosi qui espèrent imposer l'égalité entre tous les citoyens. Mais ce régime qui pense réussir par la violence révolutionnaire ne dure que 133 jours et leur présence au gouvernement nourrira ultérieurement le mythe nationaliste et nazi du « judéo-bolchévisme ».

## De l'arrivée au pouvoir du régent Horthy à l'occupation allemande

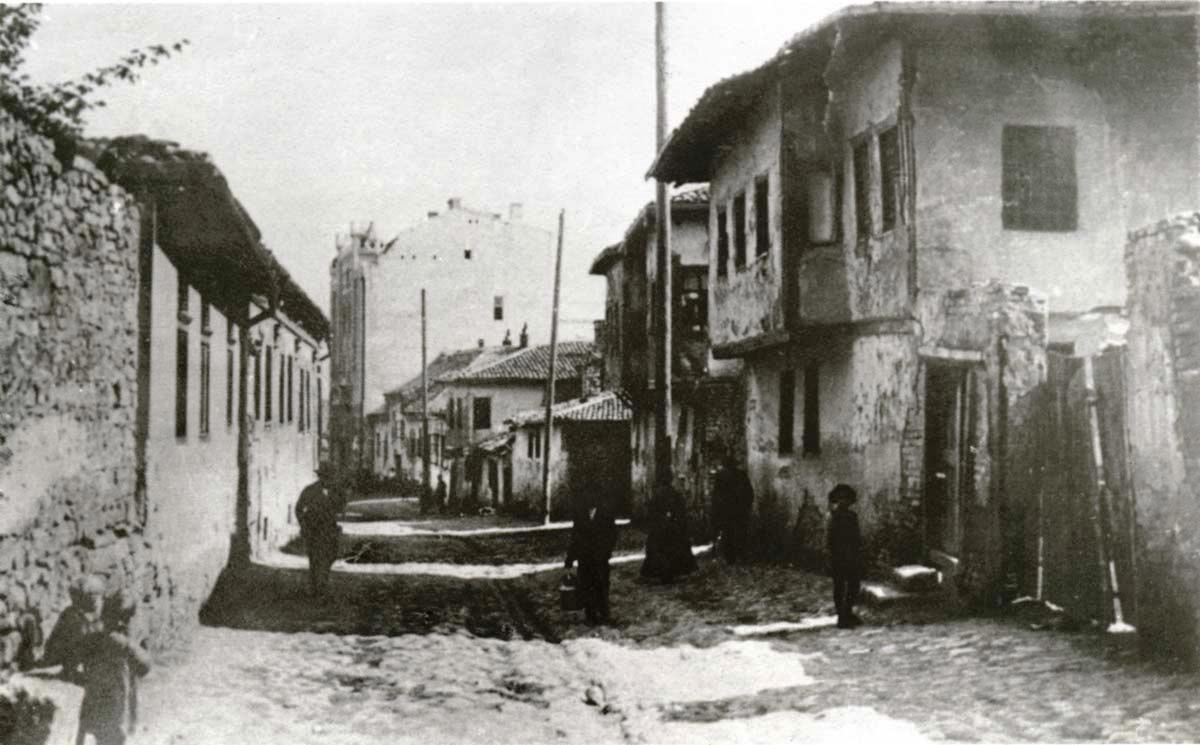
Jalija (Yali), quartier juif de Belgrade (1933)

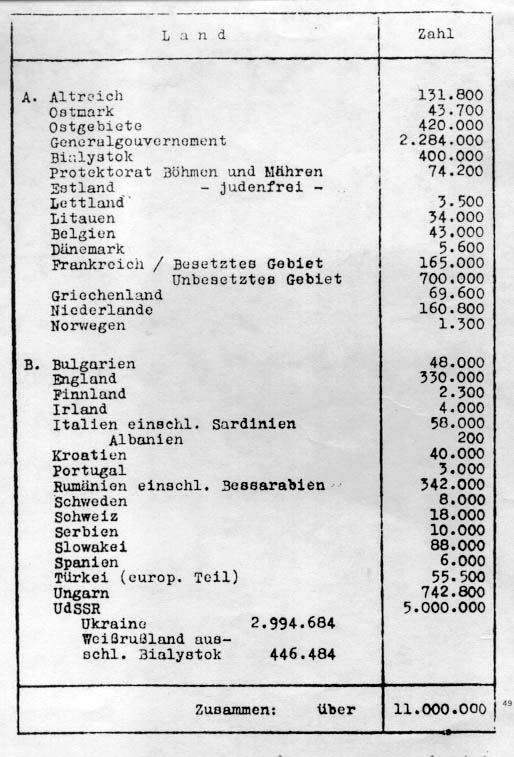
Liste des objectifs de la conférence de Wannsee

En 1920, le pays dirigé par le conservateur Miklós Horthy, promulgue la première législation anti-juive de l'Europe d'après-guerre. Il s'agit de l'adoption d'un numerus clausus. Ces lois sont renforcées en 1938. Elles limitent les droits civiques et les libertés des Juifs. Entre 1938 et 1940, la Hongrie, alliée de l'Allemagne hitlérienne récupère par les arbitrages de Vienne une partie des territoires perdus en 1920 lors du Traité du Trianon. Ils englobent des minorités juives. Si on les ajoute à la population juive de la Hongrie de 1920, en tout 725 000 juifs vivaient en Hongrie en 1941.

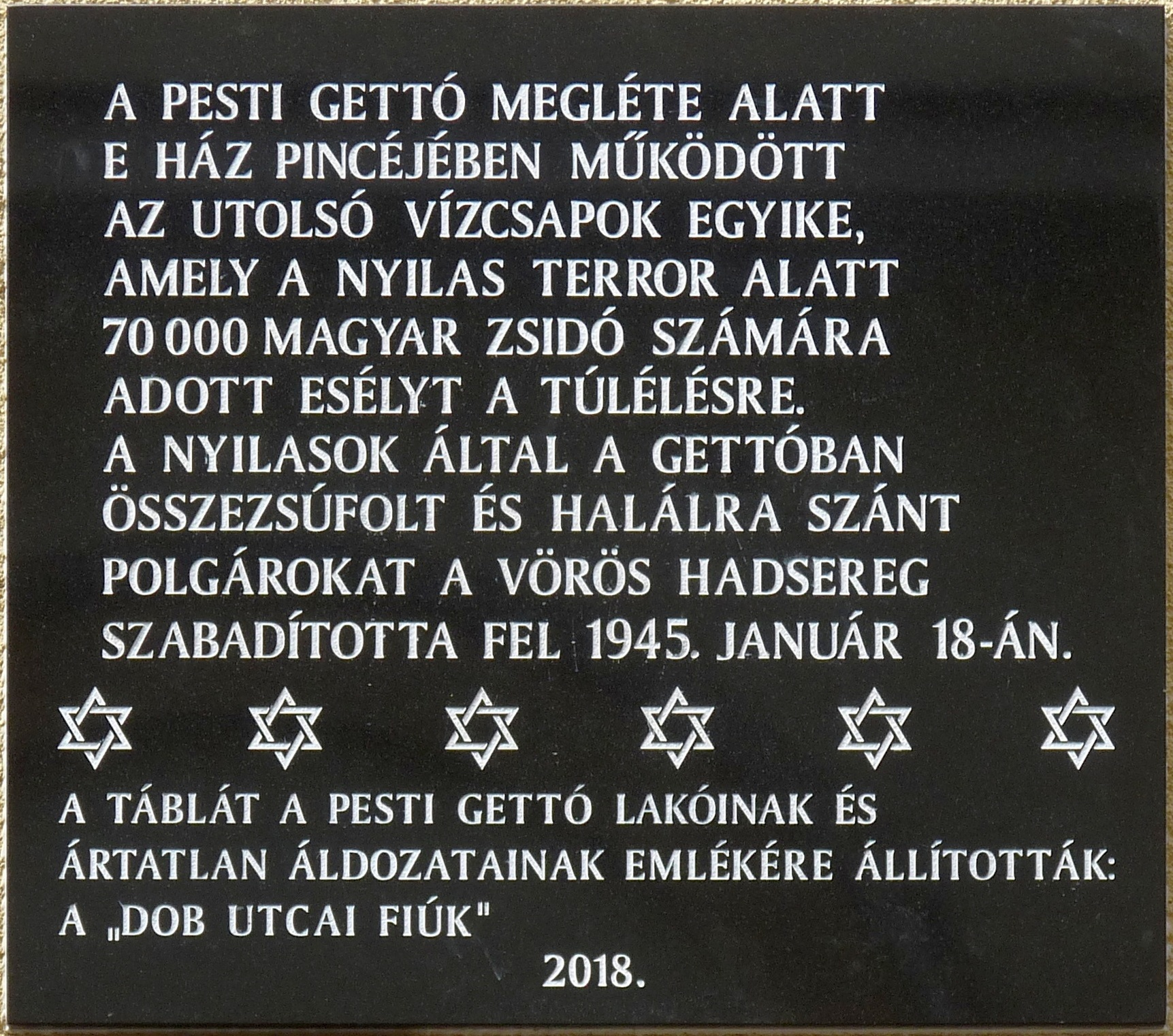
Plaque commémorant les conditions de vie du ghetto de Budapest en 1945 : dans le sous-sol de la maison indiquée fonctionnait l'un des derniers robinets d'eau du ghetto de Budapest, permettant à 70 000 Juifs hongrois de survivre à l'époque de la terreur nazie. Apposition par des survivants et leurs enfants à l'occasion du Jour commémoratif de l'Holocauste en Hongrie, le 16 avril 2018.

La loi anti-juive de 1941 calquée sur celles de Nuremberg, a comme conséquence d’intégrer les juifs convertis au christianisme, soit 58 320 personnes. Cette loi définit les Juifs comme formant une race, interdit les mariages entre Juifs et non-juifs, l'accès aux Juifs à la fonction publique, des quotas pour d'autres professions. Le droit hongrois ne s’applique pas de la même manière à tous ces juifs : bien qu'étant pour la plupart magyarophones, ceux qui jusqu'en 1938-40 avaient été tchécoslovaques ou roumains deviennent apatrides. La moitié des 725 000 juifs hongrois de 1941 (y compris les 58 320 devenus chrétiens), restés citoyens de la Hongrie en 1918-1920, est soumise à diverses restrictions et persécutions, mais le régent Horthy refuse de livrer cette population aux nazis.
En revanche l’autre moitié, apatride, est soumise au décret du 12 juillet 1941 stipulant qu'ils doivent être recensés et que la police doit les expulser. 27 000 d’entre eux sont divisés en deux groupes : l’un, jugé apte au travail, est envoyé, lors de l'opération Barbarossa, sur le front de l’Est et en Serbie occupée pour y servir l’armée hongroise où froid, sous-alimentation et manque de soins en font mourir 14 000 ; l'autre est livré à l'Allemagne nazie qui les regroupe à Kamenetz-Podolsk où ils sont exterminés par les Einsatzgruppen ; par ailleurs, l'armée hongroise en tue 3 500 autres à Novi Sad en Serbie occupée en janvier-février 1942.

## Occupation et déportation

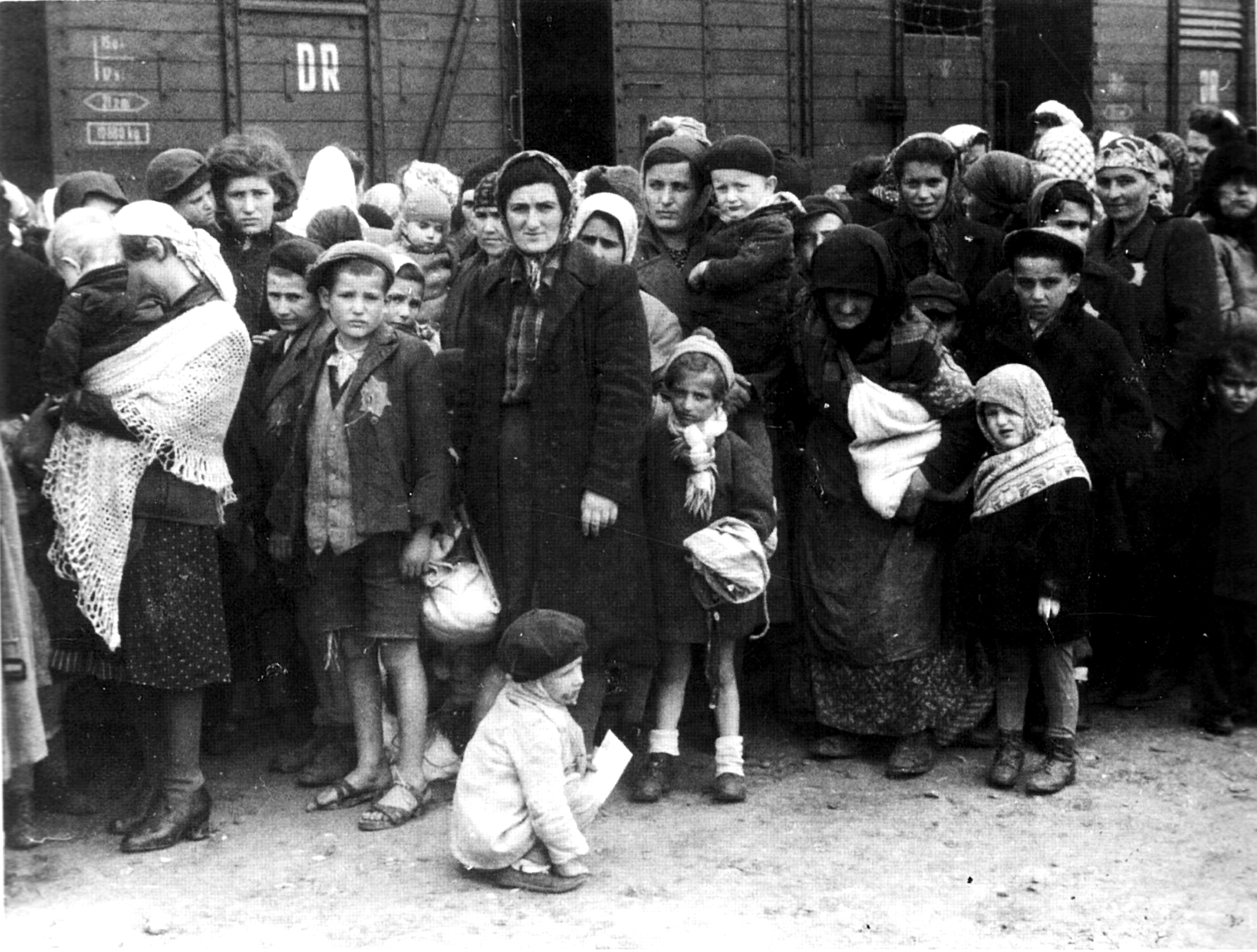
Arrivée de familles juives hongroises à Auschwitz (mai 1944)

Le 12 mars 1944, le gouvernement hongrois envisage de sortir de la guerre et de demander un armistice séparé. Les nazis décident d'occuper la Hongrie une semaine plus tard. Horthy peut rester régent mais il doit nommer un nouveau premier ministre favorable aux Allemands, Döme Sztójay, ancien ambassadeur de Hongrie. En même temps la « solution finale » y est organisée. Tous les Juifs sont désormais concernés, qu'ils soient apatrides ou citoyens. De nombreux notables juifs, arrêtés à Budapest et ailleurs, sont détenus en otages. : des milliers meurent. Le 20 mars un conseil juif (Judenrat) est constitué à Budapest sur l'ordre d'Adolf Eichmann venu en personne superviser les opérations de déportation. Dirigé par Samuel Stern, il est chargé d'appliquer les ordres des autorités allemandes et hongroises.
En juin 1943, Mohammed Amin al-Husseini demande d'« envoyer les Juifs de Hongrie dans des camps de concentration en Pologne plutôt que de les laisser trouver l'asile en Palestine ». Un an plus tard, le 25 juillet 1944, il écrit au ministre des Affaires étrangères son opposition à la délivrance de sauf- conduits pour 900 enfants juifs et 100 adultes pour être transférés hors de Hongrie et réitère sa demande.

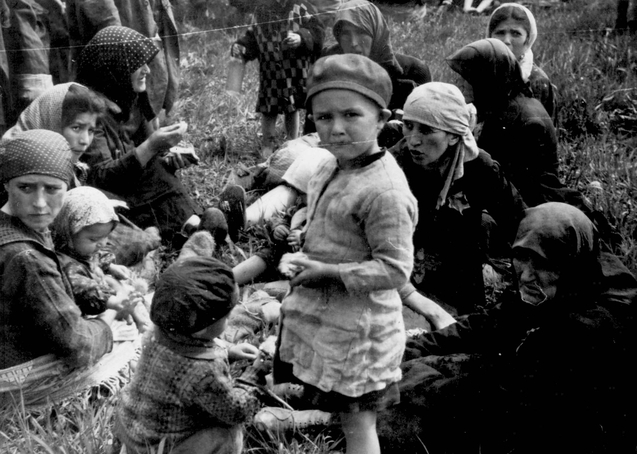
Familles Pinkas et Gutmann de Máramaros, jugées « inaptes pour le travail », sont mises en attente près de la chambre à gaz no 4, Auschwitz-Birkenau (27 mai 1944)

Du 20 mars au 15 mai 1944, les Juifs hongrois sont isolés dans des ghettos. Le ghetto peut être un ancien quartier à majorité juive mais parfois il s'agit juste d'entrepôts ou d'usines où les conditions de vie sont très dures. Les Allemands prévoient de réaliser leur déportation dans six « opérations de nettoyages » correspondant à six zones d'opérations anti-juives. Les actions sont menées conjointement par la police hongroise, les « Croix-fléchées » et les SS. Les opérations débutent le 16 avril 1944. Environ quatre convois sont organisés chaque jour. 440 000 juifs sont ainsi déportés vers Auschwitz et les autres camps d'extermination pendant plusieurs mois à travers 148 trains de marchandises contenant des Juifs entre le 14 mai et le 8 juillet. Chaque convoi met quatre jours pour aller de Budapest à Auschwitz, et autant pour son retour à vide. Ces opérations sont stoppées en raison des difficultés logistiques le 7 juillet 1944,. Les Juifs de Budapest sont encore épargnés à ce moment, en raison de la présence en ville des ambassades et légations des pays neutres, observateurs gênants.

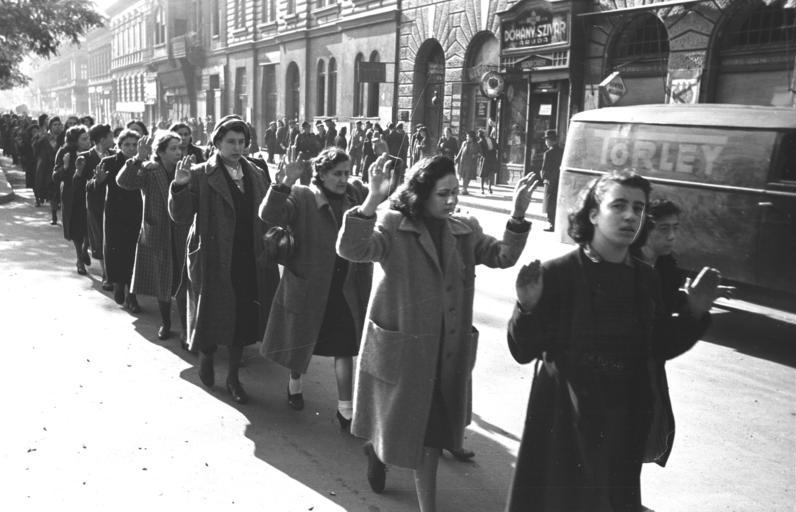
Arrestation de Juives, Budapest (octobre 1944)

Cependant le 15 octobre 1944, après le coup d’État des Croix fléchées soutenues par Adolf Eichmann sous les ordres de Heinrich Himmler (chef de la SS), l’ancien régime dictatorial hongrois jugé trop « modéré » à l’égard des Juifs, est remplacé par le parti le plus violent, le plus radical et le plus antisémite de Hongrie, mené par le fasciste et nazi hongrois Ferenc Szálasi. 1944 est la dernière année de la guerre, où les Allemands battent en retraite sur tous les fronts ; la partie est perdue pour le Reich. Pourtant, l'opiniâtre et impitoyable Eichmann décide de déporter un maximum de Juifs afin de les exterminer avant la victoire des Alliés. Le génocide organisé entame alors une course contre la montre jusqu’au tout dernier instant. Plusieurs milliers de Juifs sont assassinés, aussi dans les rues de Budapest, noyés dans les eaux glaciales du Danube et abattus dans l'ouest du pays. Les Croix fléchées cantonnent 70 000 Juifs de Budapest dans un minuscule ghetto. D'autres sont livrés aux Allemands. À partir du 20 octobre, les rafles commencent. Fin octobre, 35 000 Juifs de plus, hommes, femmes et enfants sont déportés par les gardes Croix fléchées. Les rafles se multiplient et à partir du 20 novembre 1944, les Juifs sont acheminés à pieds à 200 kilomètres de Budapest vers la frontière autrichienne lors des marches de la mort dont même les soldats allemands les accompagnant se plaignent des conditions épouvantables dans lesquelles elles se déroulent, surtout au vu de la population non-juive,,.
Il faut attendre l'occupation de Budapest par les armées armées soviétiques et roumaines, les 18 janvier 1945 à Pest et 13 février à Buda, pour que les persécutions prennent fin. En tout, en tenant compte des Juifs apatrides des territoires annexés en 1938-40, plus d'un demi-million - 564 500 - Juifs de Hongrie ont perdu la vie.
Parmi ceux qui ont survécu aux camps nazis, on trouve Elie Wiesel, écrivain et prix Nobel de la paix en 1986 et Imre Kertész, prix Nobel de littérature en 2002.

### Carl Lutz

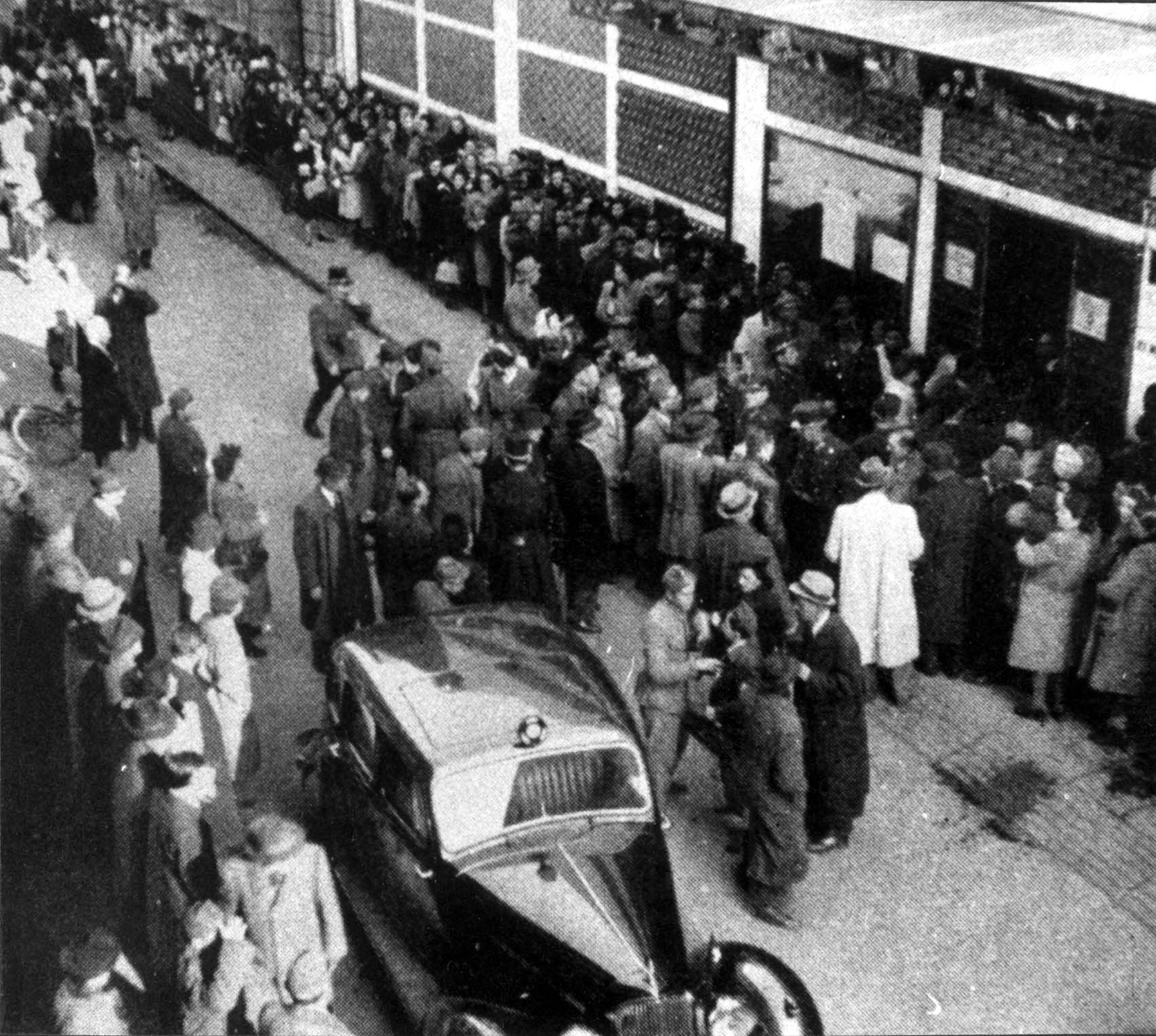
Juifs faisant la queue devant la légation suisse dans l'espoir de l'obtention d'un passeport, Budapest (1944)

En 1942, le diplomate suisse Carl Lutz exerce les fonctions de vice-consul à la légation suisse à Budapest. Dans cette fonction, il a fourni les papiers qui permirent à plusieurs dizaines de milliers de Juifs d'échapper aux nazis (entre 46 500 et 62 000 personnes), ce qui constitue la plus vaste opération de sauvetage de la Seconde Guerre mondiale. Il négocie pour cela avec les responsables de la Schutzstaffel (SS) à Budapest, dont Edmund Veesenmayer et Adolf Eichmann, et met en place un système de protection centré autour de la Maison de verre. Vers la fin de la guerre, il survit à la bataille de Budapest, mais se retrouve expulsé par les autorités soviétiques. Yad Vashem lui octroie le titre de Juste parmi les nations en 1964.

### Raoul Wallenberg

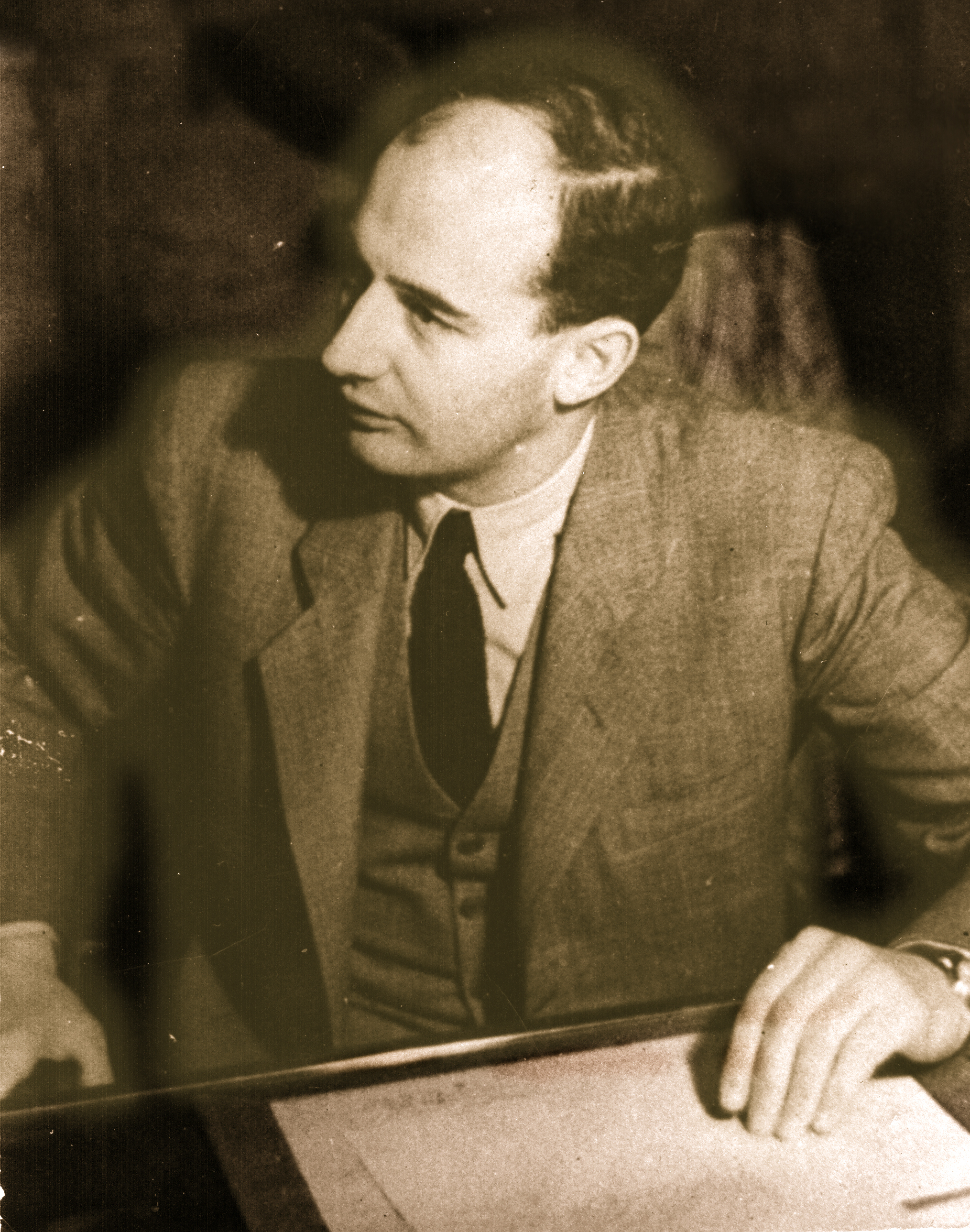
Wallenberg, sauveur de milliers de Juifs hongrois (avant 1945)

#### Débuts et voyages
Raoul Wallenberg est un Suédois issu d'une famille aisée de banquiers et d'industriels d'obédience luthérienne, avec une lointaine origine juive : le grand-père de sa grand-mère était un Juif du nom de Benedicks, émigré en Suède au XVIIIe siècle. Après ses études d'architecture, Wallenberg occupe plusieurs postes dont un dans une succursale à la Banque de Hollande à Haïfa en Palestine en 1935. Un autre le mène dans une société suédoise d'import-export d'aliments et friandises appartenant à un Juif hongrois, Koloman Lauer, qui, ne pouvant plus se déplacer en 1938 du fait des mesures antisémites, charge Wallenberg de voyager à sa place et l'associe à son entreprise. Au cours de ses voyages en France, en Allemagne ou en Hongrie sous l'occupation nazie, Wallenberg se familiarise avec la bureaucratie, les langues et prend conscience du malheur qui s'est abattu sur les Juifs d'Europe.

#### Diplomate à Budapest
En mars 1944, Hitler envahit la Hongrie et commence à déporter les Juifs des campagnes vers Auschwitz sous la houlette de Adolf Eichmann. Le jeune Wallenberg, appuyé par Lauer, est alors choisi comme expert par l'américain Iver Olsen, délégué du War Refugee Board (WRB), et est nommé à 32 ans, premier secrétaire à Budapest d'une légation suédoise diplomatique ayant pour mission de sauver un maximum de Juifs de la « Solution finale ».
Dès son arrivée à Budapest en juillet 1944, Wallenberg emploie l’argent fourni par le WRB pour louer ou acheter une trentaine de bâtiments qu’il place sous immunité diplomatique - aidé en cela par le chef de la Croix-Rouge en Hongrie, Valdemar Langlet - où il installe des plaques indiquant « Bibliothèque suédoise » ou « Institut suédois de recherche » et y accroche des drapeaux suédois sur les façades. Ces Maisons de Suède sont des refuges qui, dans les derniers mois de la guerre, abriteront jusqu’à 15 000 personnes, les sauvant toutes d’une mort certaine,.

#### Sauvetage intensif de Juifs
A l'aide de son personnel comme le jeune diplomate Per Anger, il délivre des milliers de sauf-conduits, de « passeports de sûreté » ou « passeports de protection » ((hu)Schutzpass) qui identifient les Juifs hongrois comme sujets suédois en instance de rapatriement et les empêchent de porter l'étoile jaune ou d’être déportés. Carl Lutz, de la légation suisse, a également sauvé de nombreuses personnes (entre 46 500 et 62 000 personnes) de la même manière et l'homme d'affaires italien, Giorgio Perlasca, qui se faisait passer pour le consul d'Espagne, a lui aussi fabriqué de faux visas pour les Juifs. Wallenberg s’assure lui-même que les personnes détentrices de ces documents soient immédiatement sorties des trains de déportation en apparaissant courageusement en personne sur les quais de gare, ou présentant des nouveaux passeports aux gardes de la Croix-Flèchée, impressionnés par sa puissance de conviction,. 

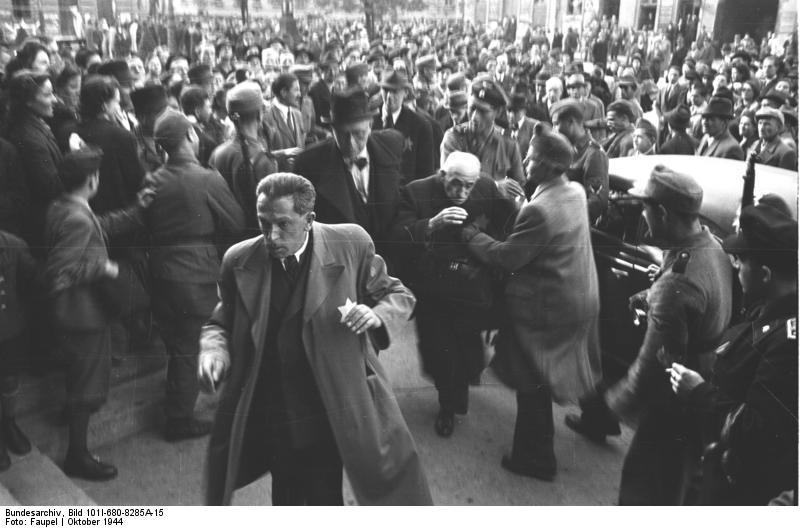
Arrestation de Juifs, Budapest (octobre 1944)

Wallenberg n'utilise pas les voies diplomatiques habituelles mais son charisme, ses initiatives et son approche des problèmes (faux papiers, fausses promesses, pots de vin, menaces de dénonciation ou d'extorsion, bluff) obtenant succès, le personnel de la légation le soutient. Il soudoie notamment l'officier des Croix fléchées, Pa'l Szalay. En août 1944, Raoul écrit à sa mère : « Nous avons tant à faire, que je travaille presque jour et nuit »,.
Après le coup d'Etat par les Croix fléchées en octobre 1944, plus antisémites encore que le précédent gouvernement, Wallenberg redouble d'efforts dans la fabrication de passeports de sûreté. Il sait que des dizaines de milliers de Juifs hongrois sont assassinés chaque jour dans les chambres à gaz d’Auschwitz et que l'extermination des Juifs poursuit aveuglément son cours. Pour sauver le plus de vies possible, Raoul Wallenberg obtient des informations lui permettant de stopper certaines exécutions sommaires sur les bords du Danube, de libérer des Juifs des prisons ; il soudoie des officiers chargés de l’acheminement des Juifs, en soustrait des marches de la mort en affirmant qu'ils font partie de ses « protégés », distribue des médicaments, des couvertures, en suivant en voiture des convois de familles marchant sans vivres, continue à distribuer des laissez-passer y compris lorsque les gardes des Croix fléchées le menacent de leurs armes, et recueille ces réfugiés dans les Maisons de Suède qu'il fait protéger par des gardes dignes de confiance car certaines ont été attaquées pour en tuer les Juifs qui y travaillaient ou s'y cachaient,.
Quand il apprend par ses contacts en janvier 1945 qu'Eichmann a décidé d'exterminer les 100 000 Juifs restant à Budapest en comptant inciter aux pogroms du ghetto par les Croix Fléchées et la population locale, Wallenberg menace le Général Berhard Schmidthuber d'en être personnellement tenu responsable puis d'être pendu comme criminel de guerre. Le massacre est ainsi annulé.
Selon son ami et collègue, Per Anger, Wallenberg aurait en tout sauvé pas moins de 100 000 Juifs. En tout cas, 120 000 Juifs ont survécu à l'extermination nazie en Hongrie dont 97 000 à Budapest.

#### Disparition inexpliquée

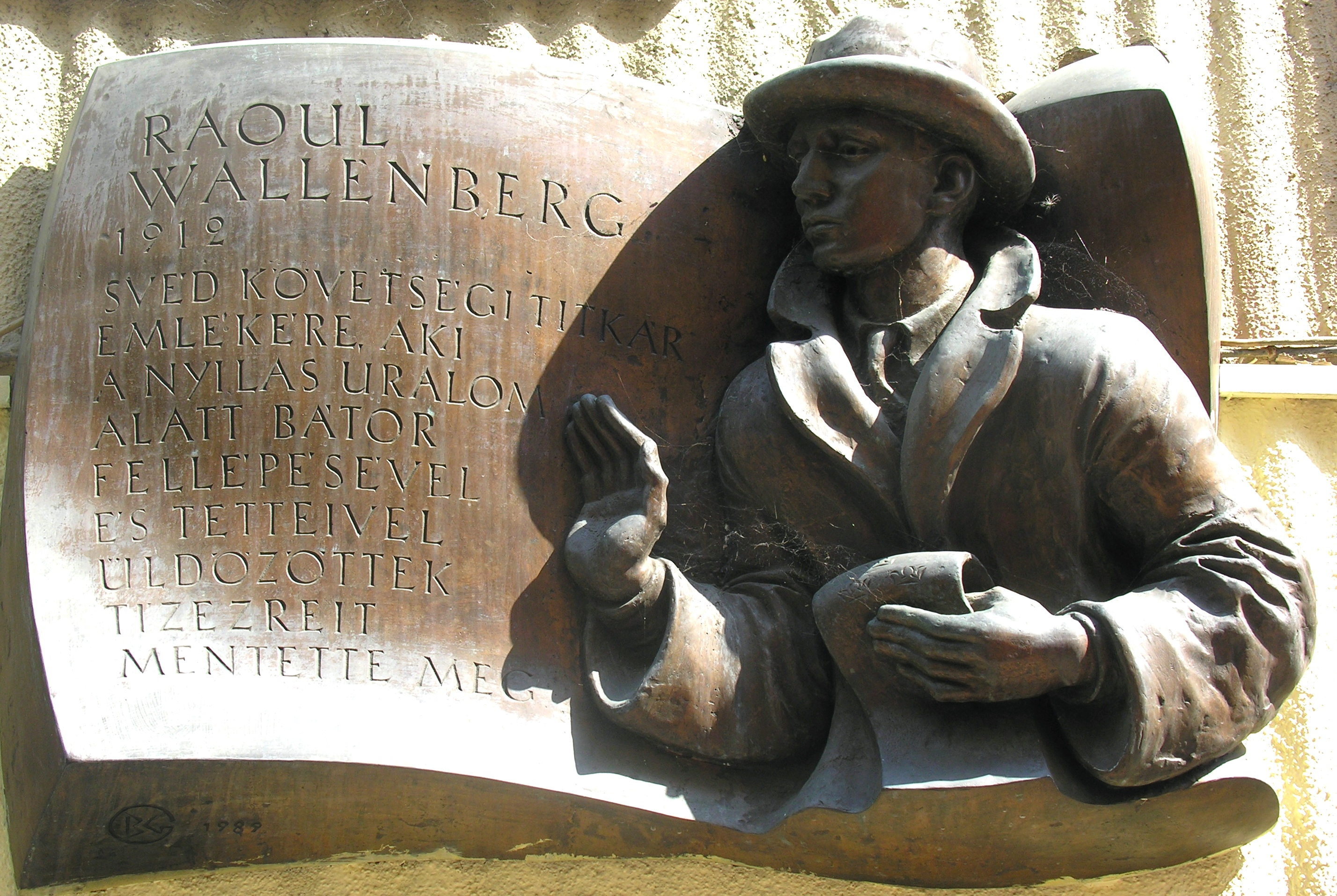
Plaque commémorative sise 11 rue Raoul Wallenberg, Budapest, district XIII

A l'arrivée des troupes soviétiques, Raoul Wallenberg disparaît après son arrestation, le 17 janvier 1945. Pendant dix ans, les Soviétiques nient toute implication puis annoncent que Wallenberg serait mort d'une crise cardiaque en prison en 1947 (à l'âge de 35 ans), et plus tard qu'il aurait été exécuté en URSS, alors que d'anciens prisonniers affirment qu'ils l'ont croisé en prison, encore les années suivantes. Il est fort probable que les Russes n'aient pas pu comprendre qu'un homme ait tant risqué sa vie pour le sauvetage de Juifs et aient pensé qu'il ne pouvait être qu'un espion américain, pour l'emprisonner et l'exécuter. En 1953, face aux pressions, les communistes tentent de repousser les soupçons et s'emparent du séculaire bouc émissaire en arrêtant des Juifs hongrois dits sionistes qu'ils torturent (l'un d'eux en mourra) et font comparaître lors de procès spectaculaires pour qu'ils avouent avoir tué le diplomate suédois, alors que les Russes avaient eux-mêmes soutenus qu'il était mort dans leurs propres geôles.
Des décennies plus tard, la vérité a du mal à émerger et une partie de la famille de Wallenberg la cherche encore désespérément.

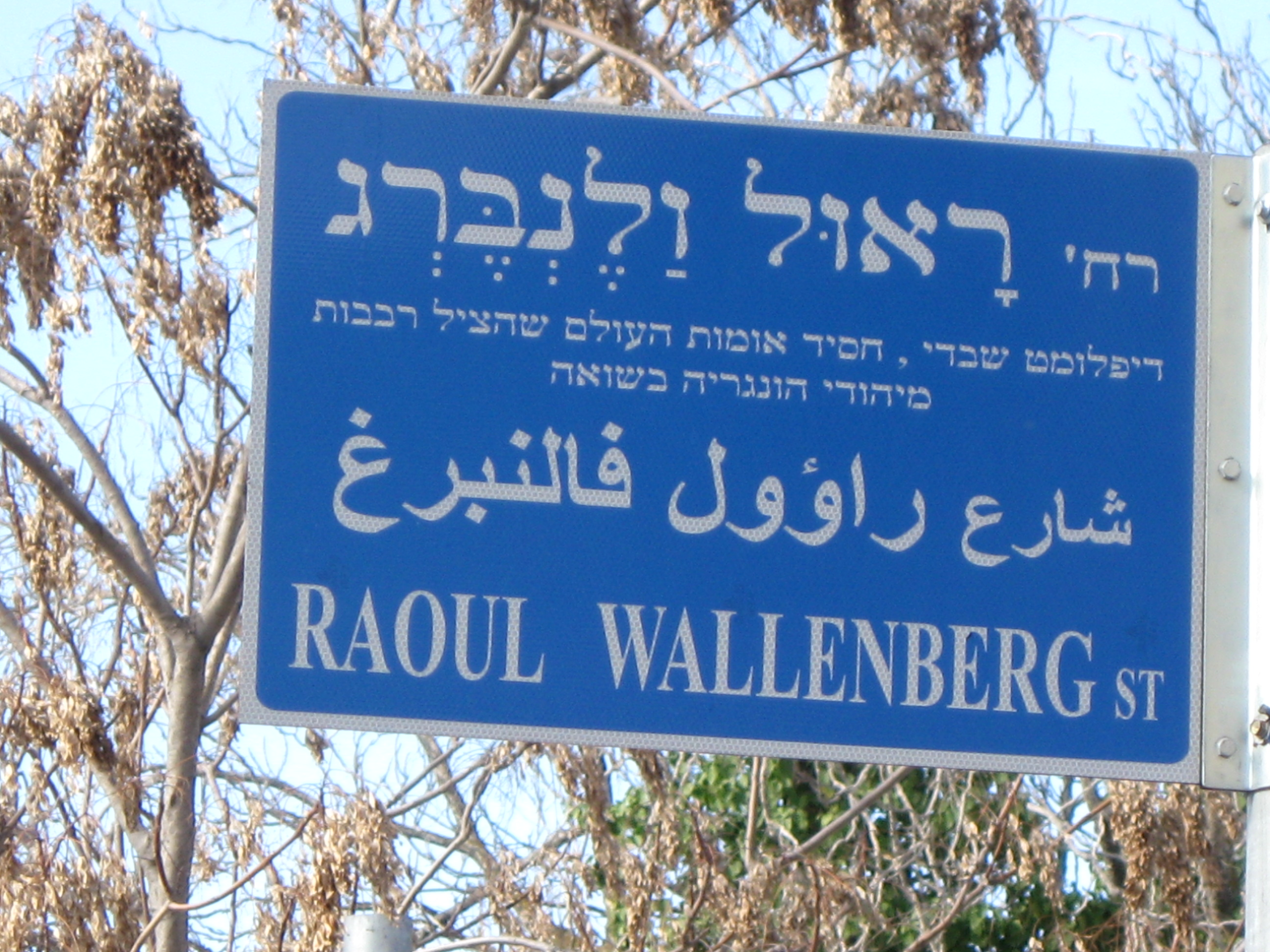
Rue Raoul Wallenberg à Jérusalem. Inscription : « Diplomate suédois, l'un des Justes parmi les Nations, qui sauva des dizaines de milliers de Juifs hongrois durant la Shoah ».

En 1960, Israël arrête Adolf Eichmann, responsable du malheur des Juifs hongrois, caché en Argentine, le conduit jusqu'à son procès à Jérusalem où il sera condamné à mort.

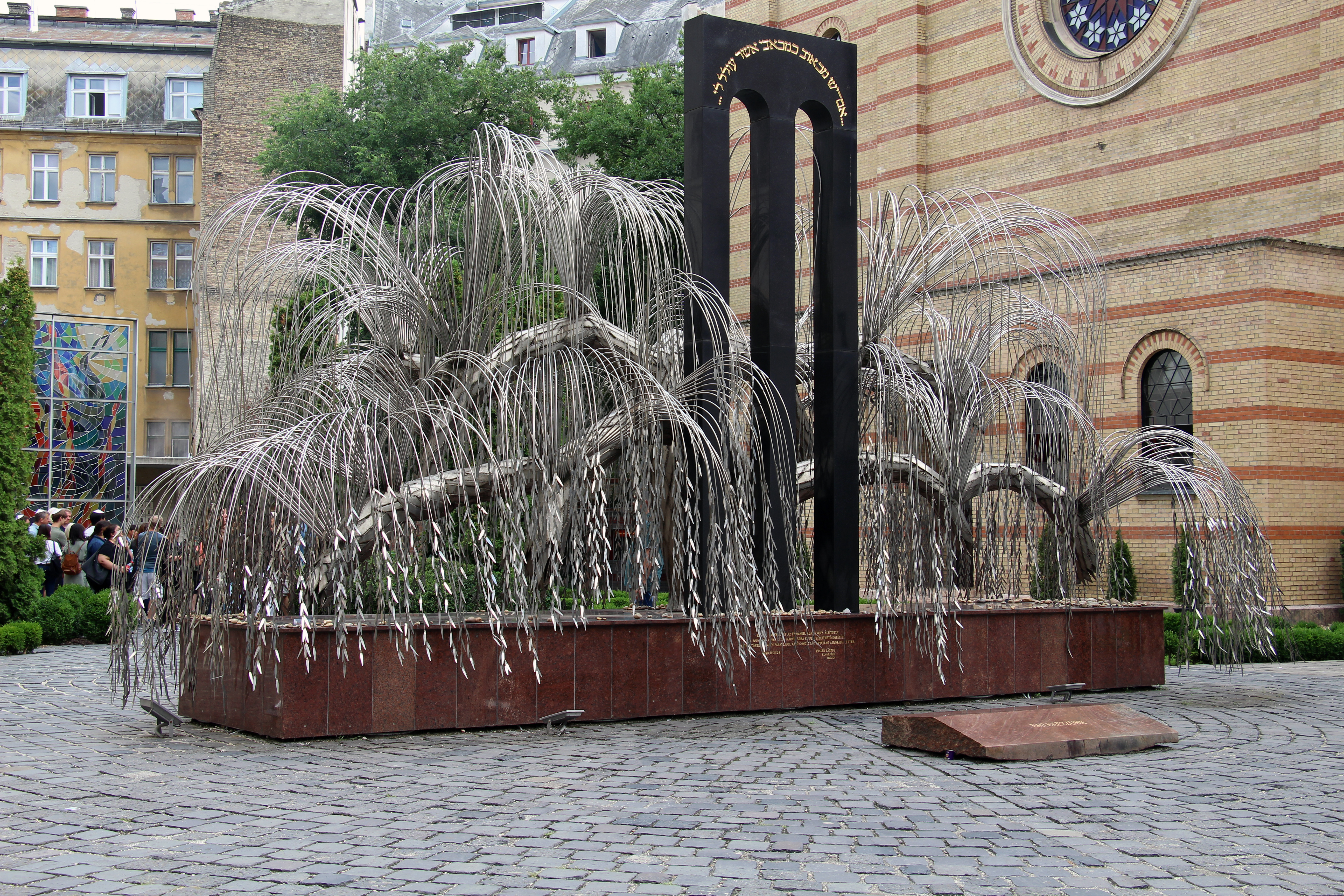
A l'arrière de la Grande synagogue, mémorial du parc Wallenberg de l'Holocauste avec son saule pleureur en métal où sur chaque feuille est inscrit le nom d'une famille juive assassinée, Pest

#### Reconnaissance internationale
L'année suivante, Raoul Wallenberg est nommé Juste parmi les Nations, le 26 novembre 1963.
En 2003, Budapest nomme Wallenberg citoyen d'honneur de la ville ; d'autres pays avaient fait de même comme les États-Unis (1981) ou Israël (1987). De nombreux lieux lui sont dédiés de par le monde, notamment le mémorial Raoul Wallenberg à Budapest, qui commémore ceux qui ont sauvé des Juifs de la déportation dans les camps d'extermination, ainsi que le bâtiment abritant l'ambassade de Suède en 1945.

### Le régime communiste
Sous le régime communiste, alors que le sionisme était réprouvé par l'État, la discrimination contre les cent mille Juifs survivant en Hongrie a continué et le nombre de Juifs a continué à décroître[réf. nécessaire].

## Aujourd'hui

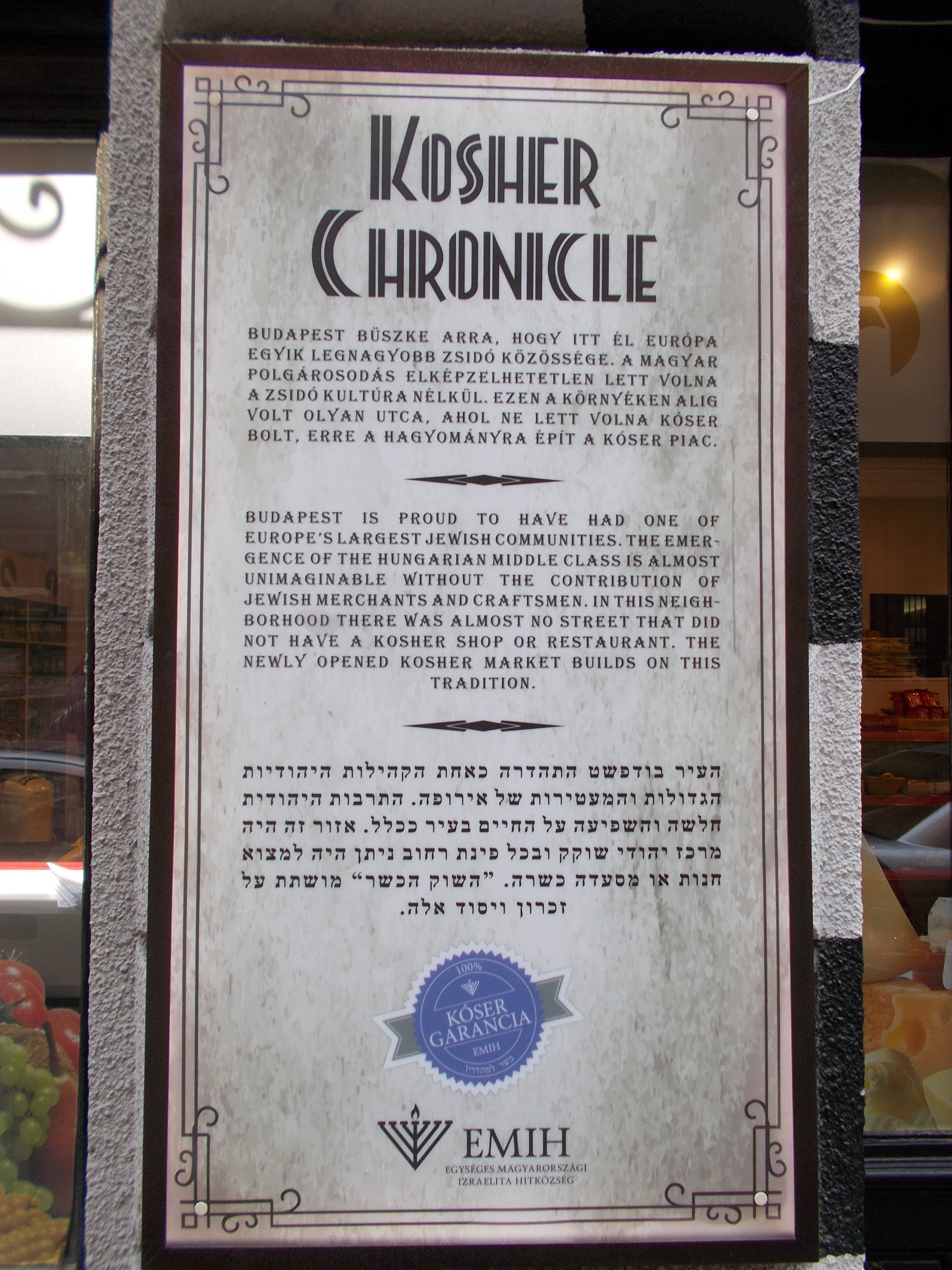
« Budapest est fière que l'une des plus grandes communautés juives d'Europe vive ici... » dans la vitrine d'un magasin casher rue Dohany (2015)

## Galerie

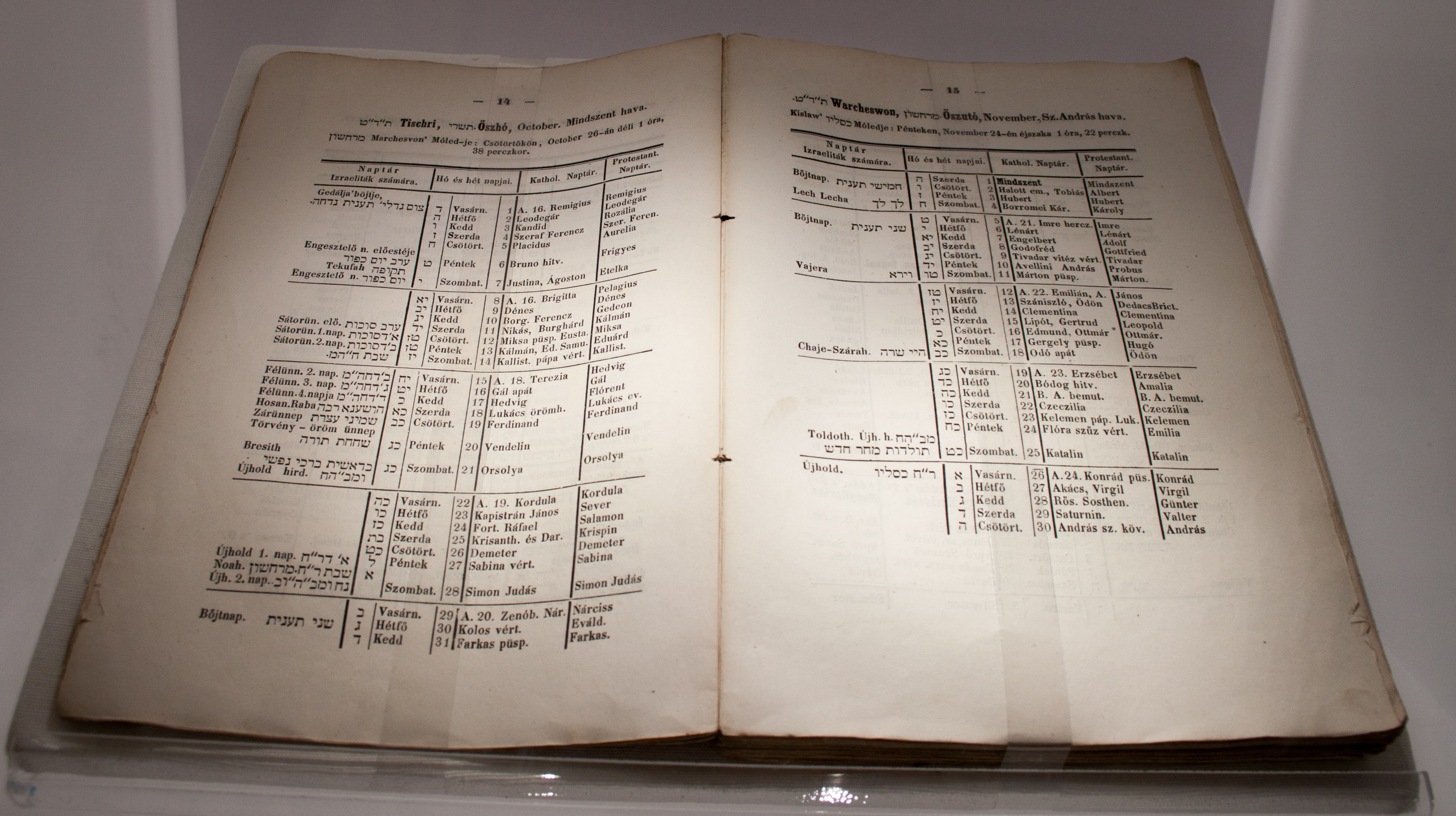
Calendrier juif et chrétien
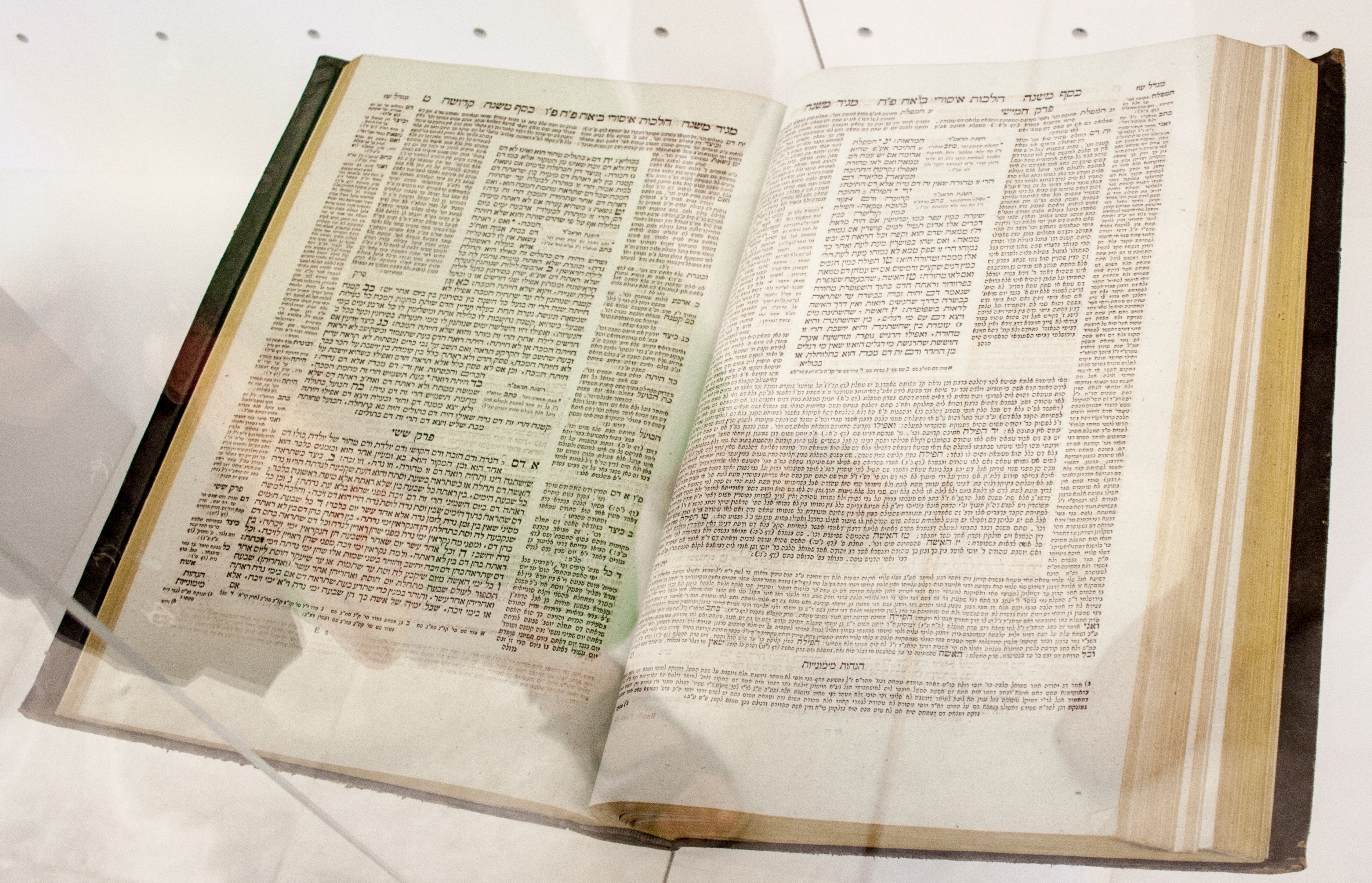
Livre de halakha (prescriptions juives)
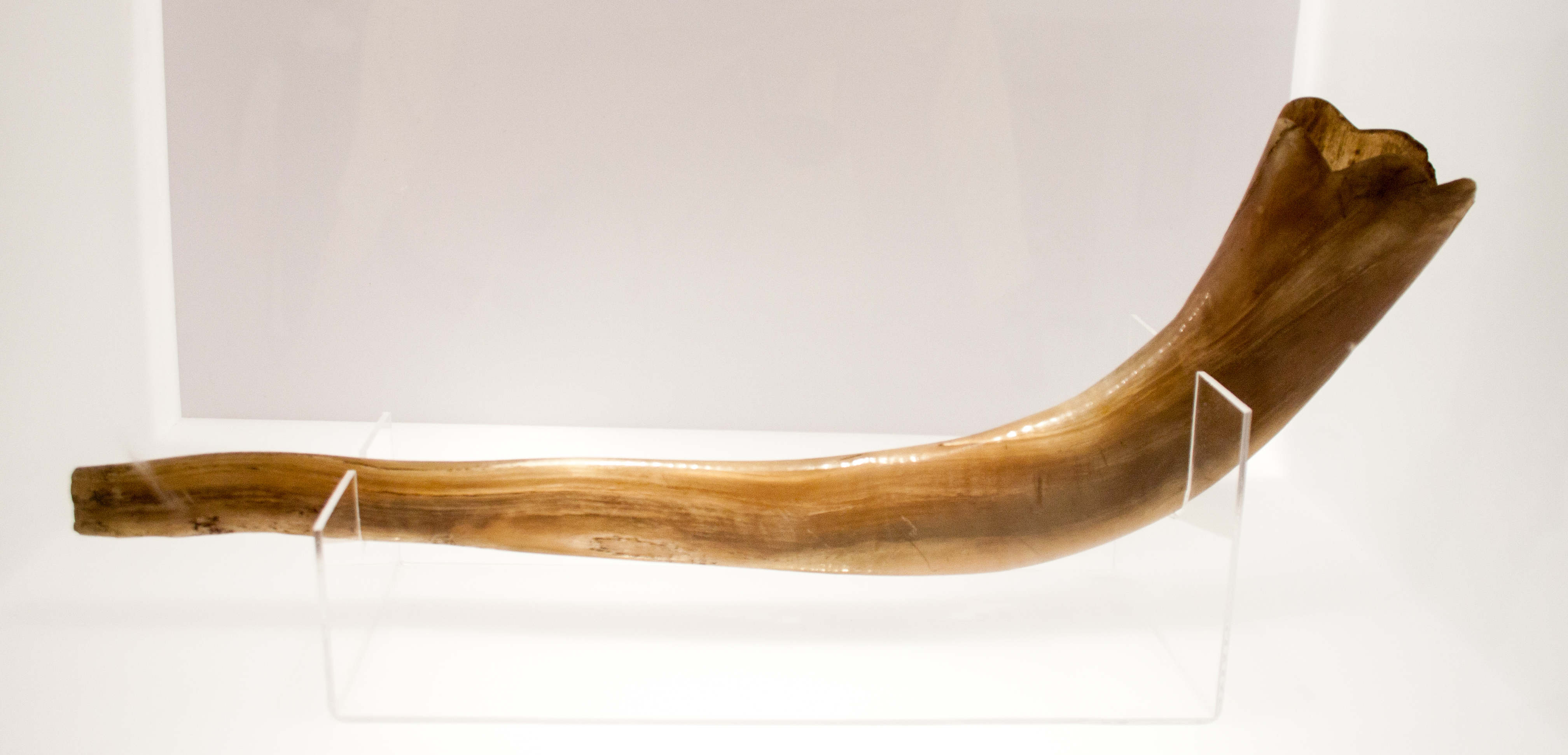
Shofar
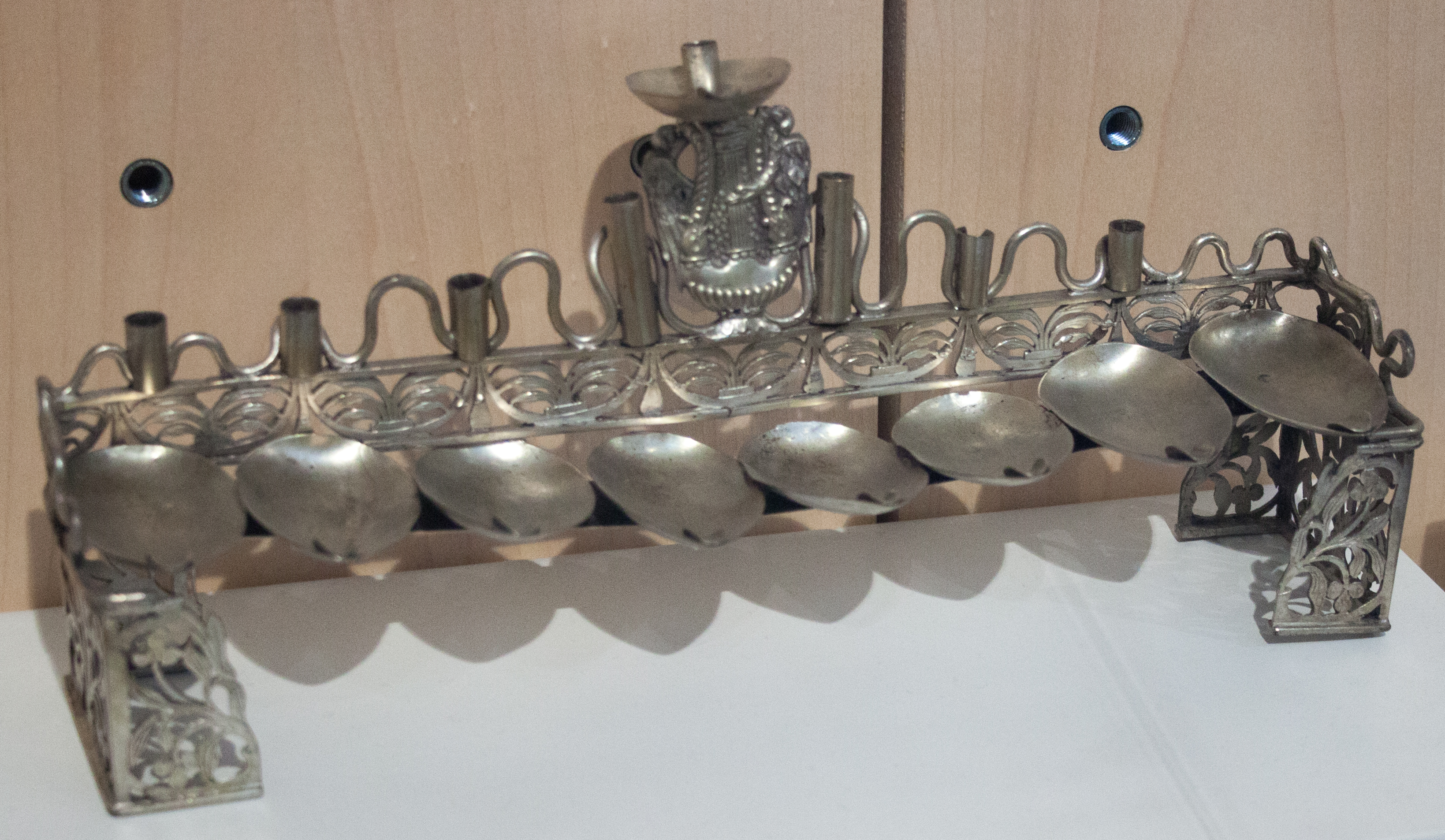
Menorah de hanoukka (1864)
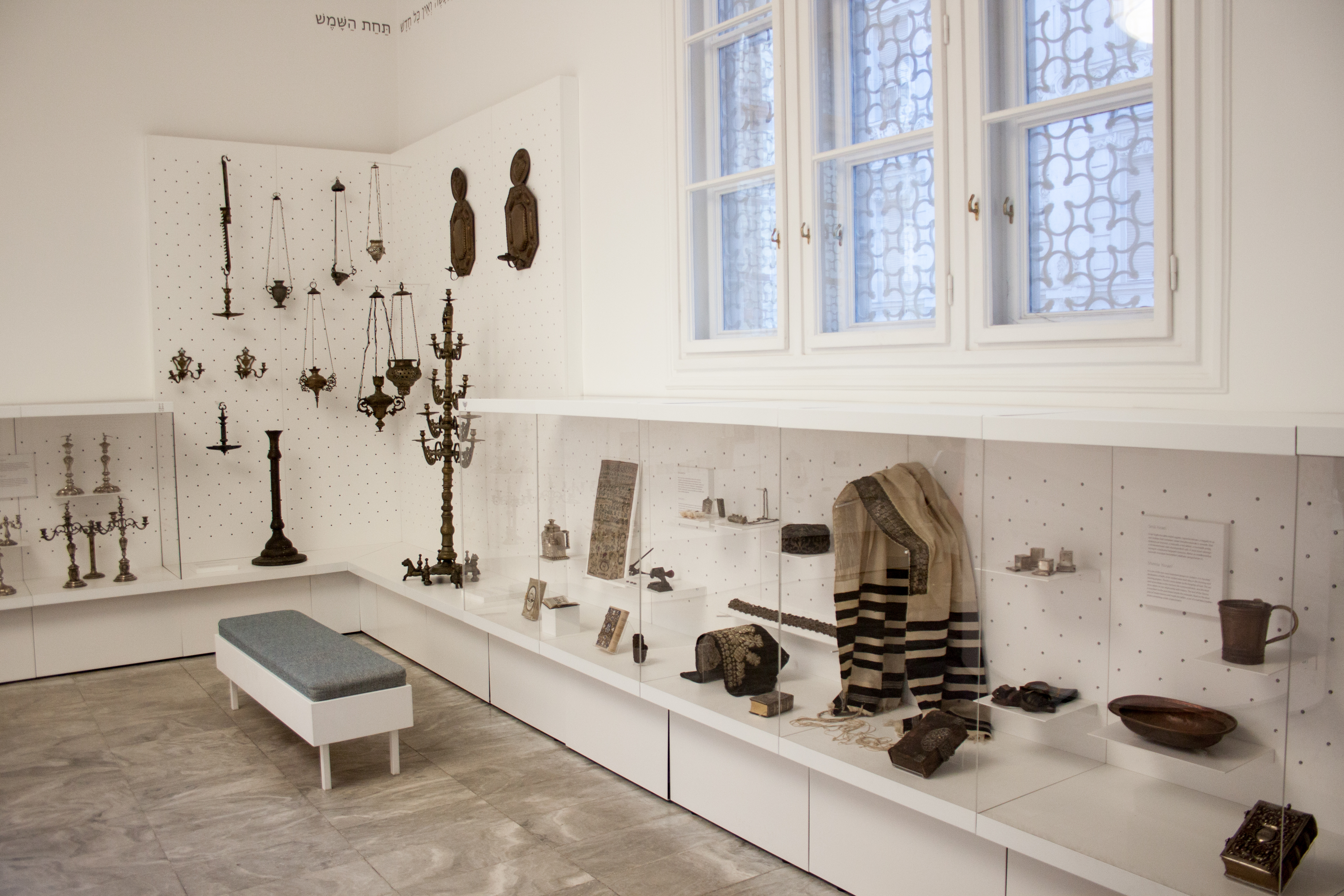
Intérieur du Musée du judaïsme hongrois
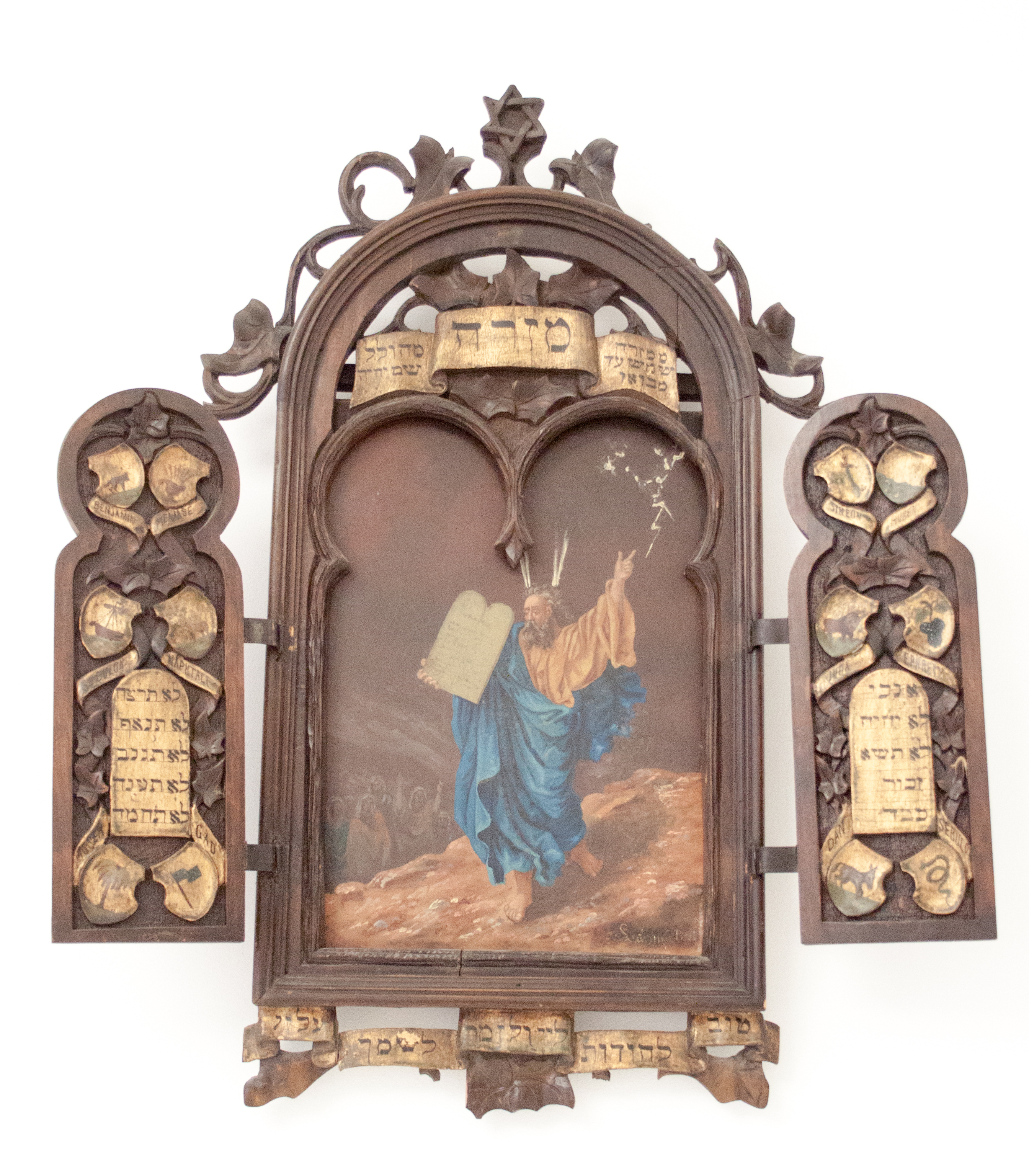
Meuble de synagogue
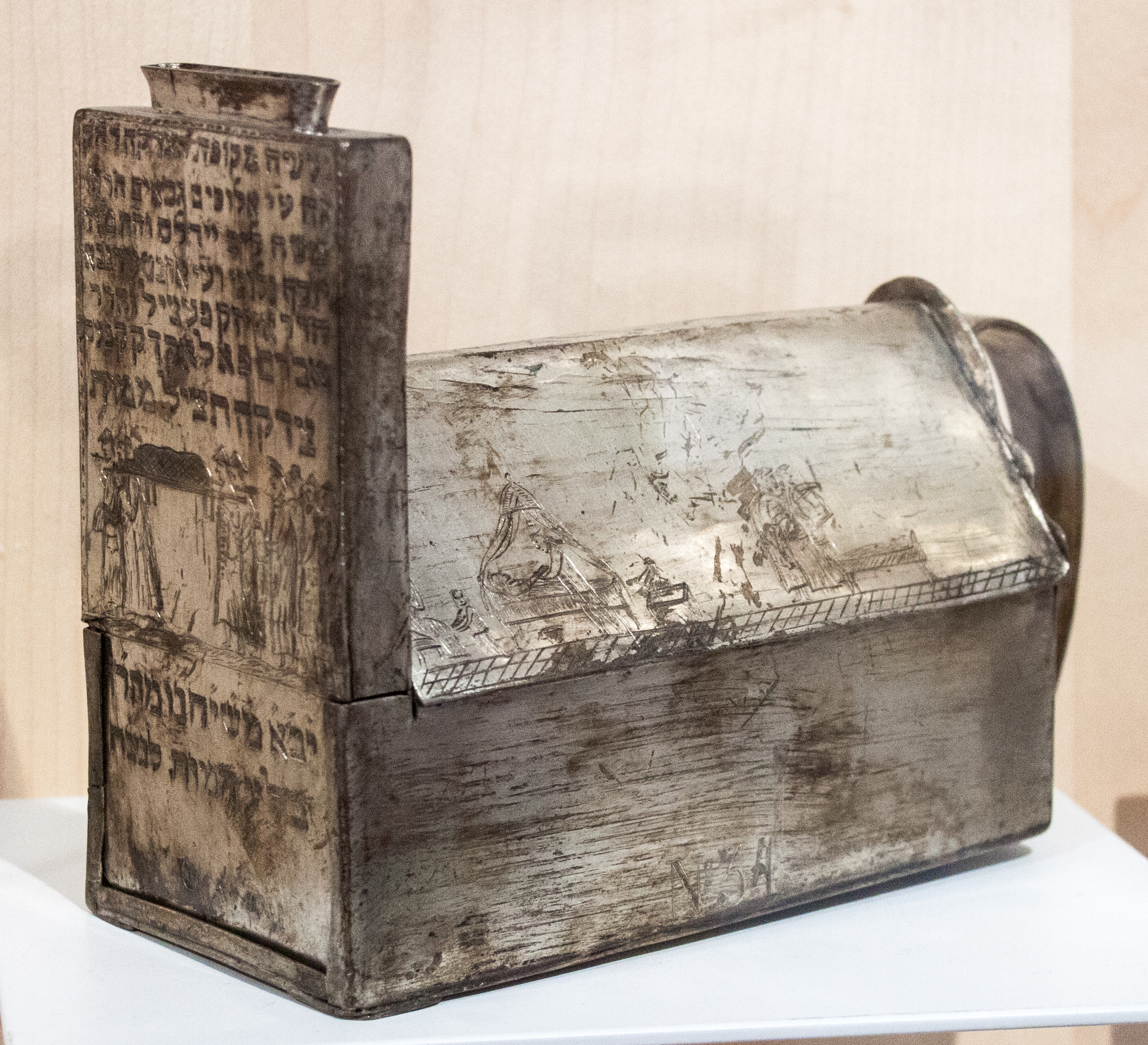
Boite de Tsedaka
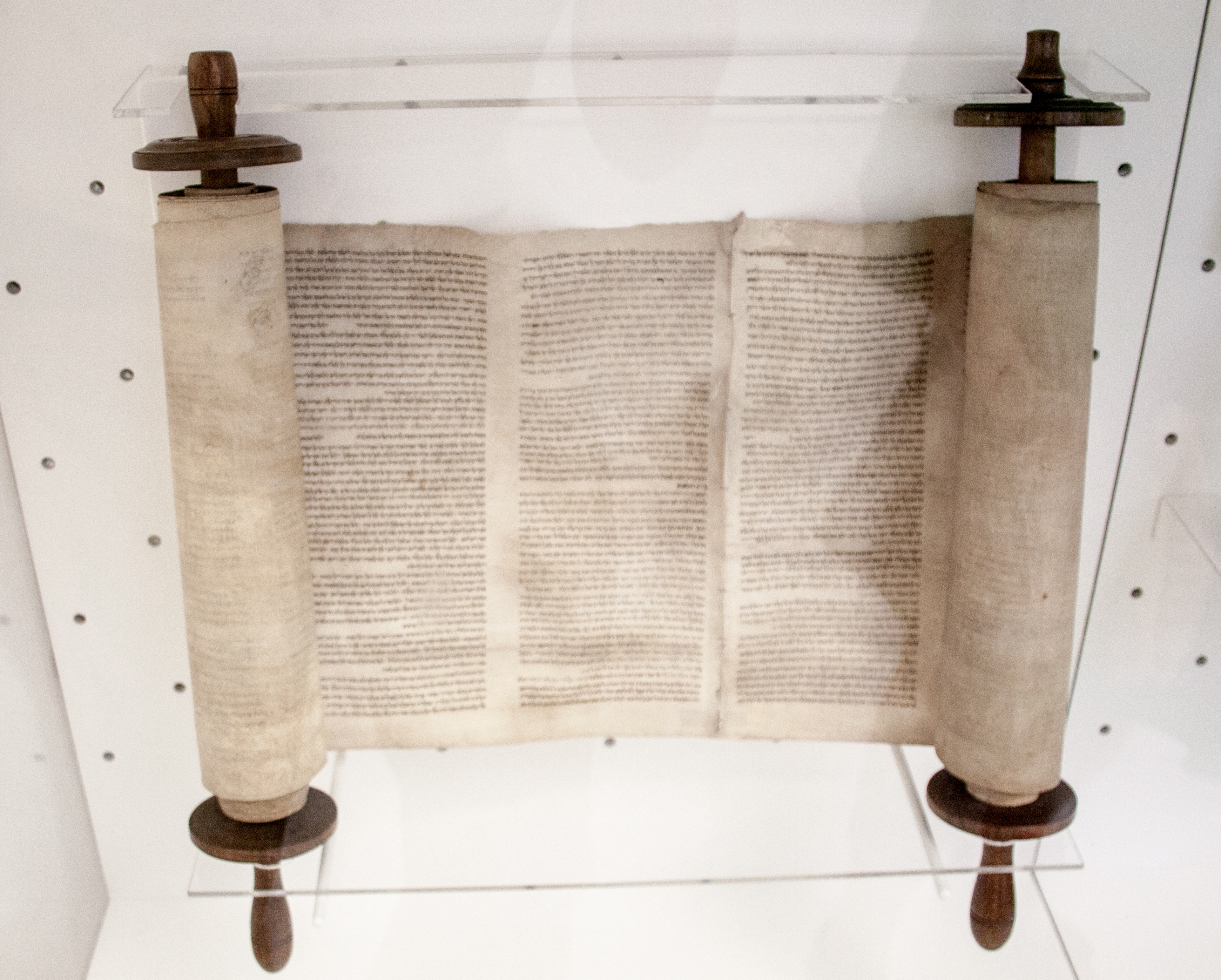
Rouleau de la Torah
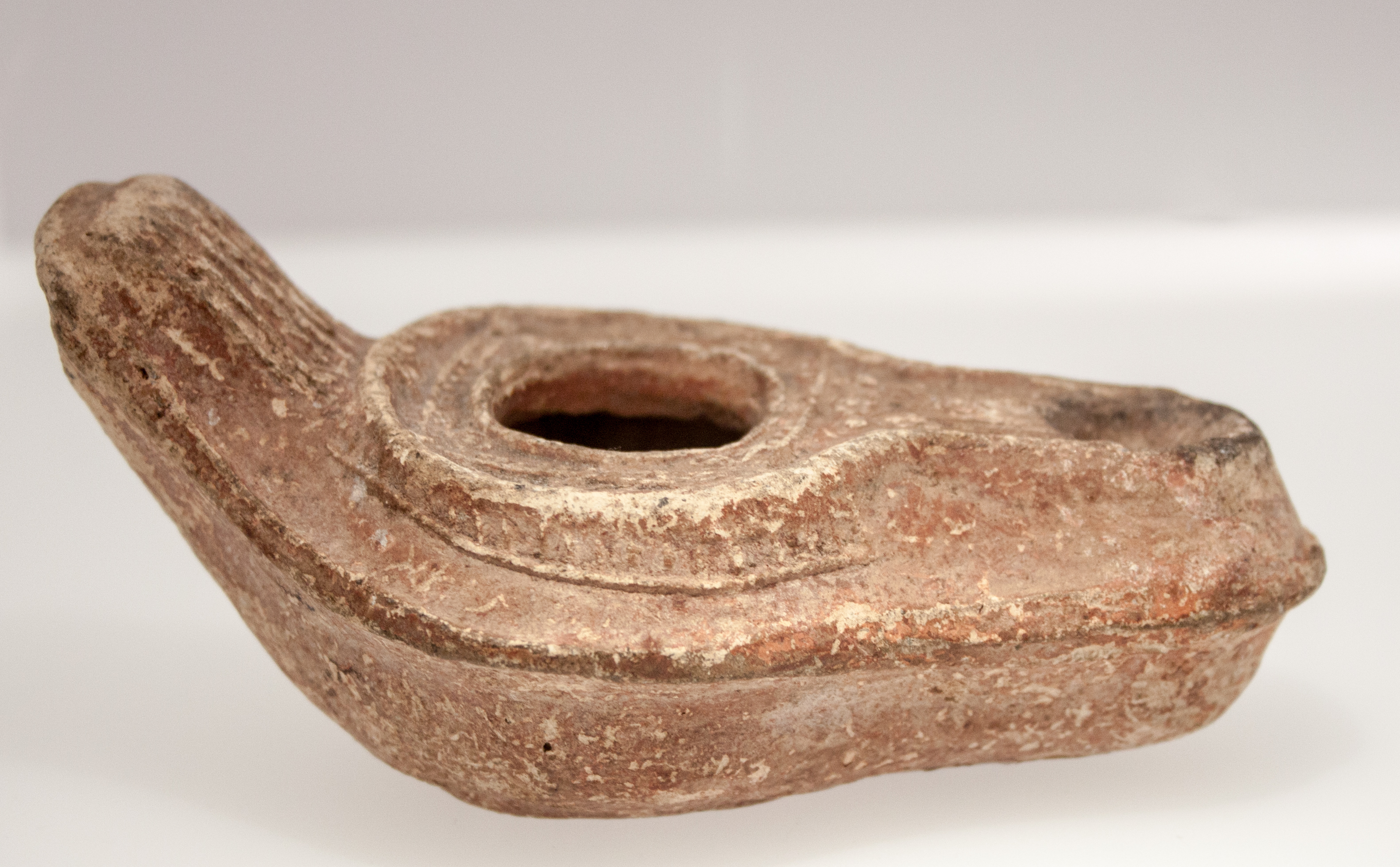
Lampe à huile
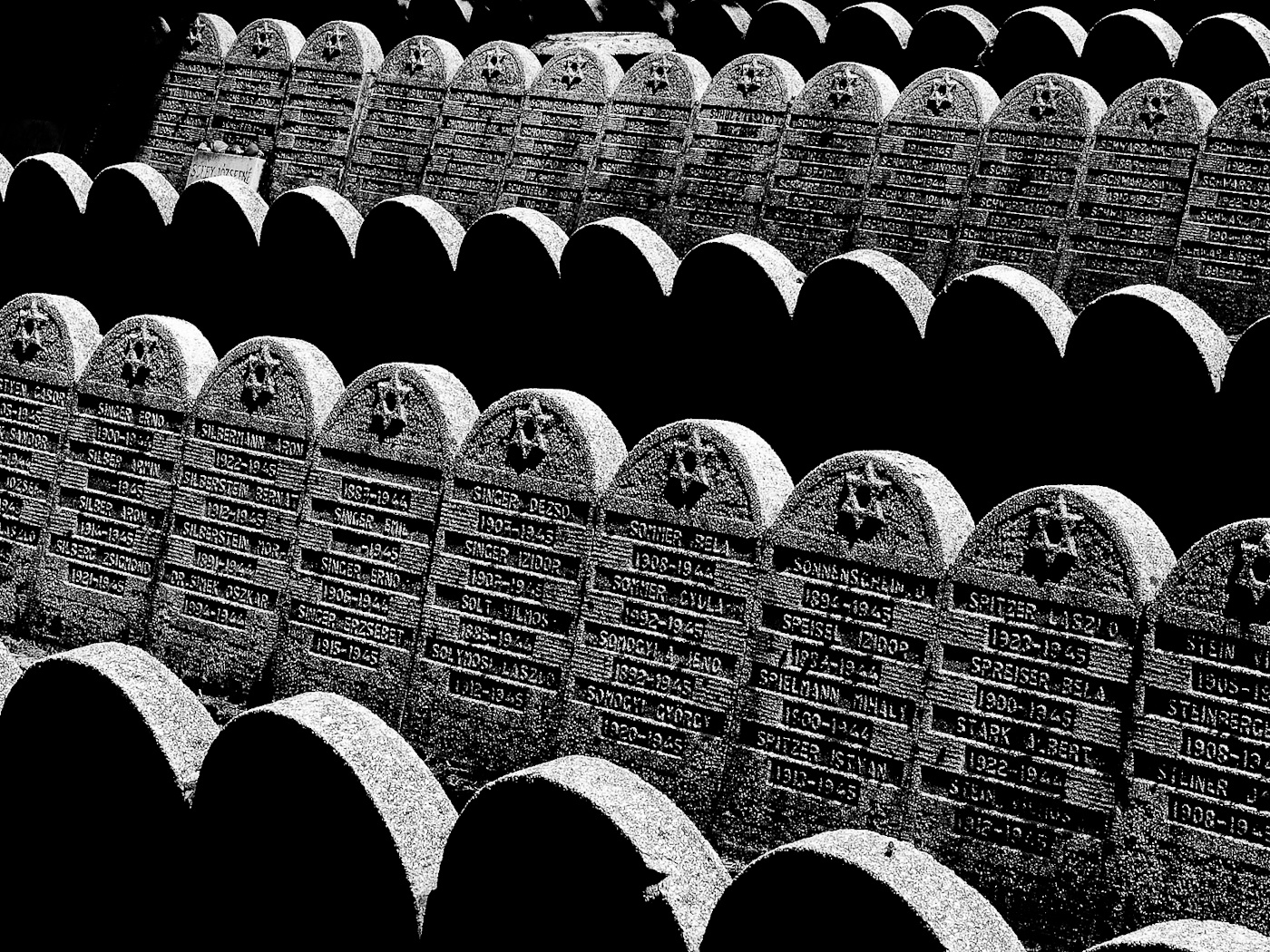
Tombes du cimetière juif rue Kozma à Budapest
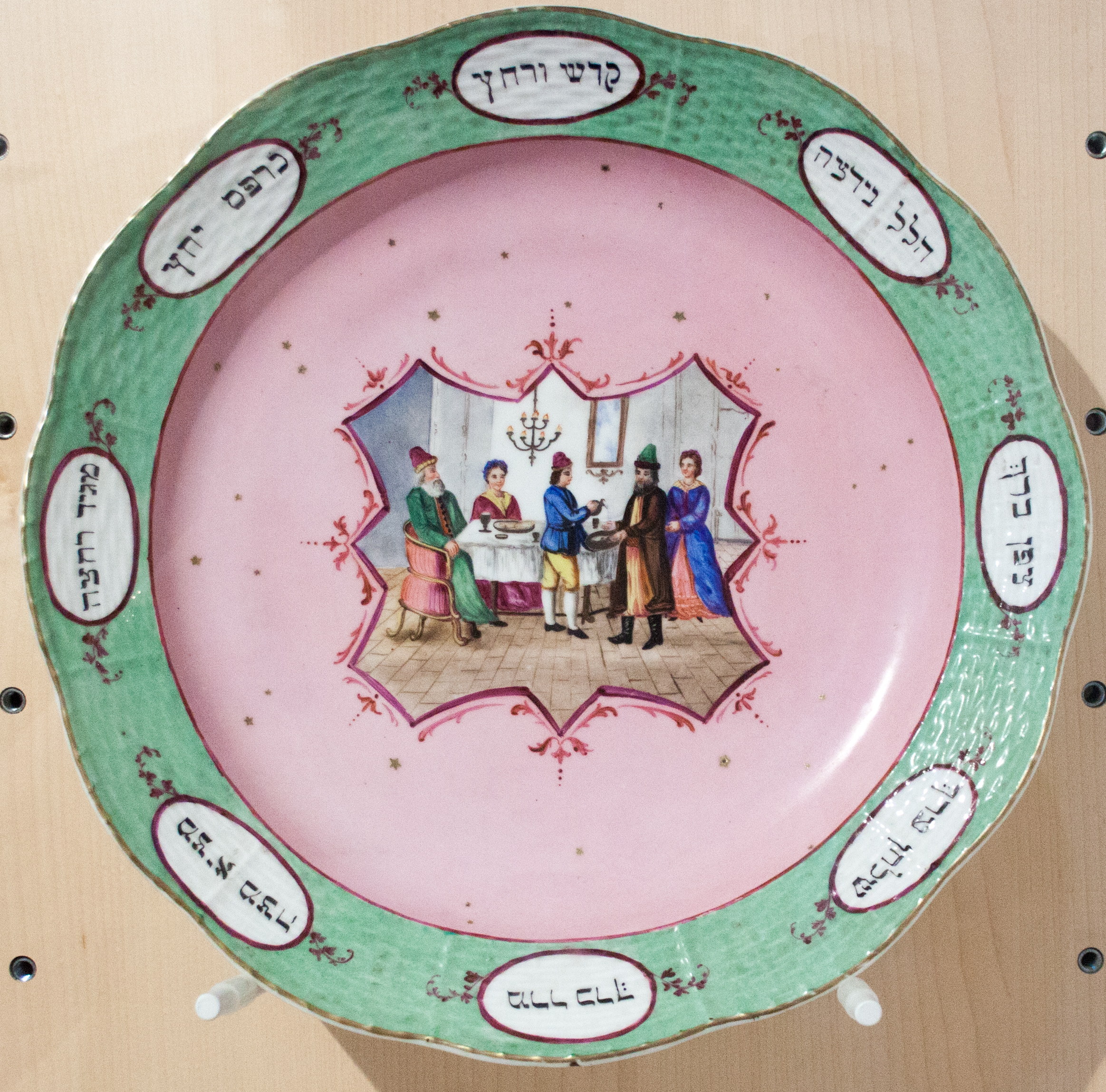
Plat du Seder
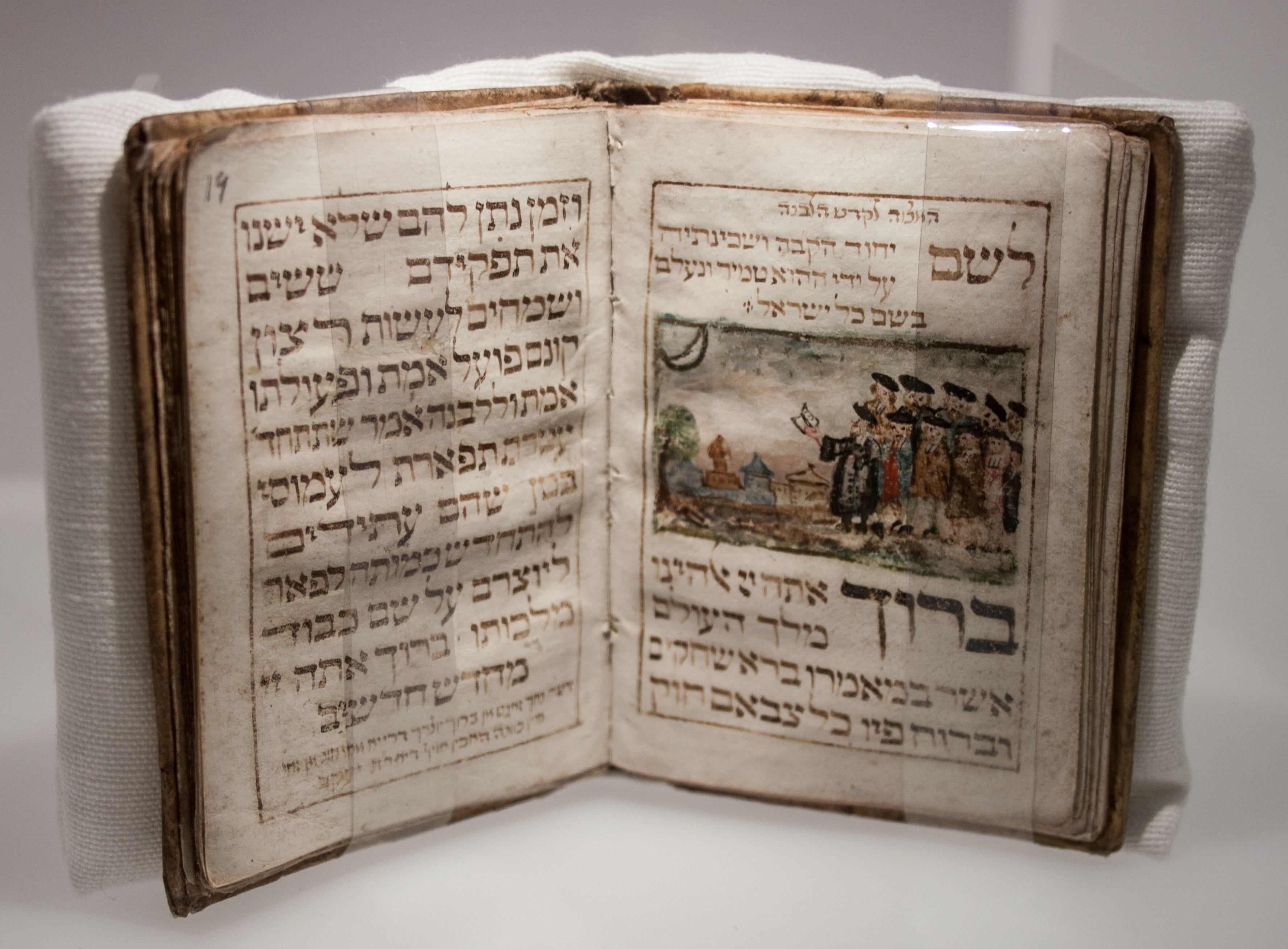
Livre de prières ouvert sur celle de la nouvelle lune
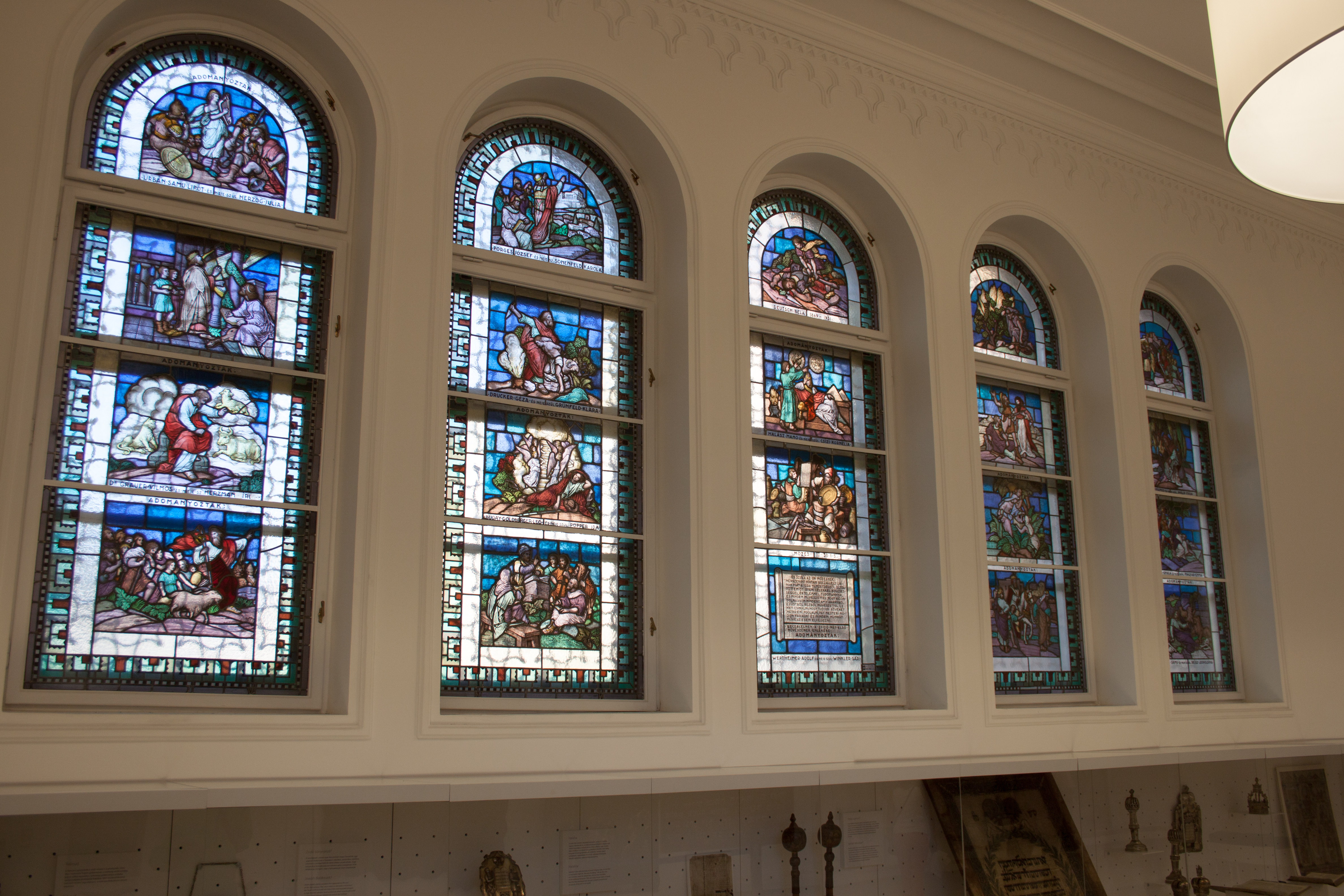
Vitraux au Musée du judaïsme hongrois
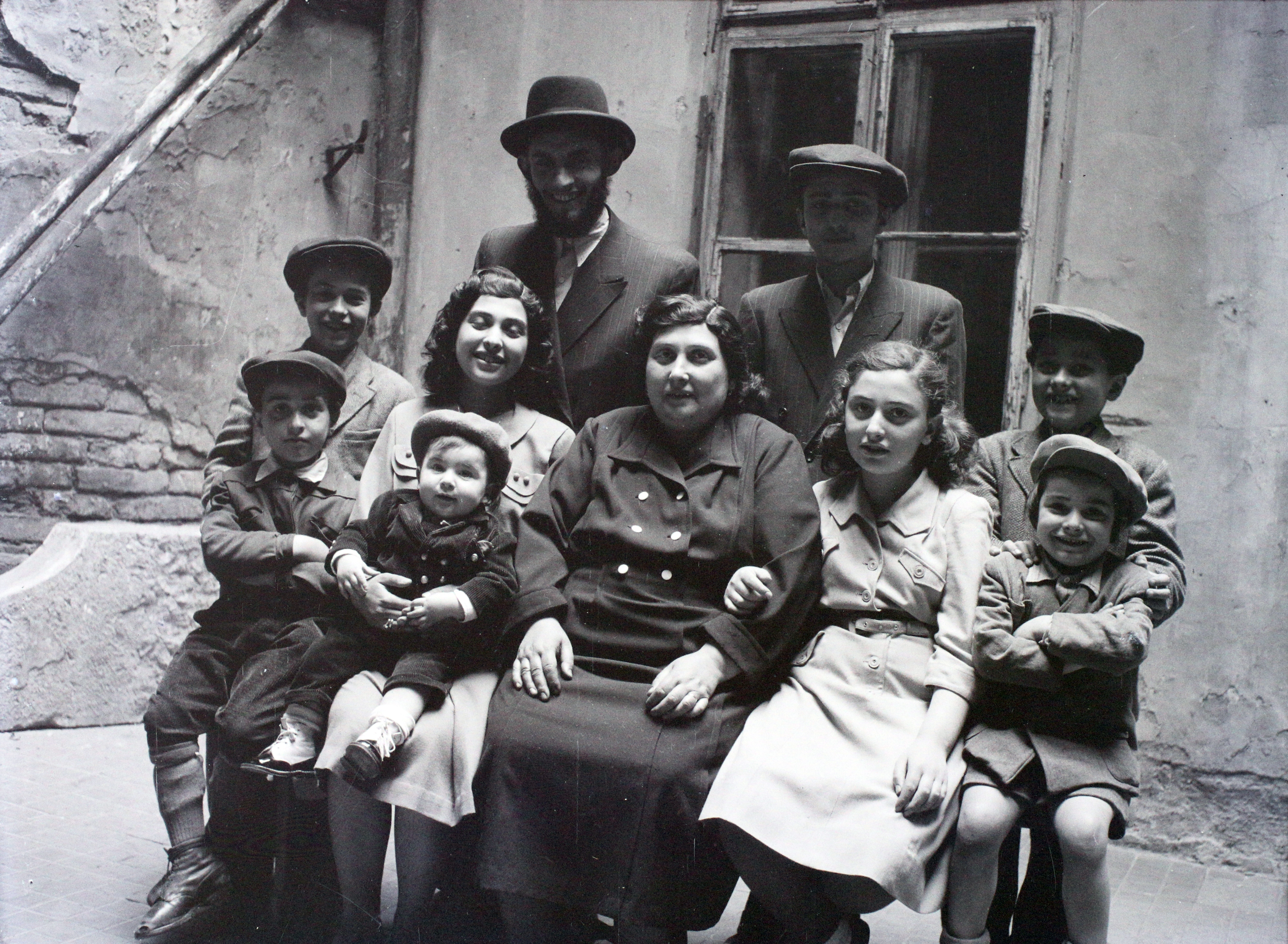
Famille hongroise (1948)
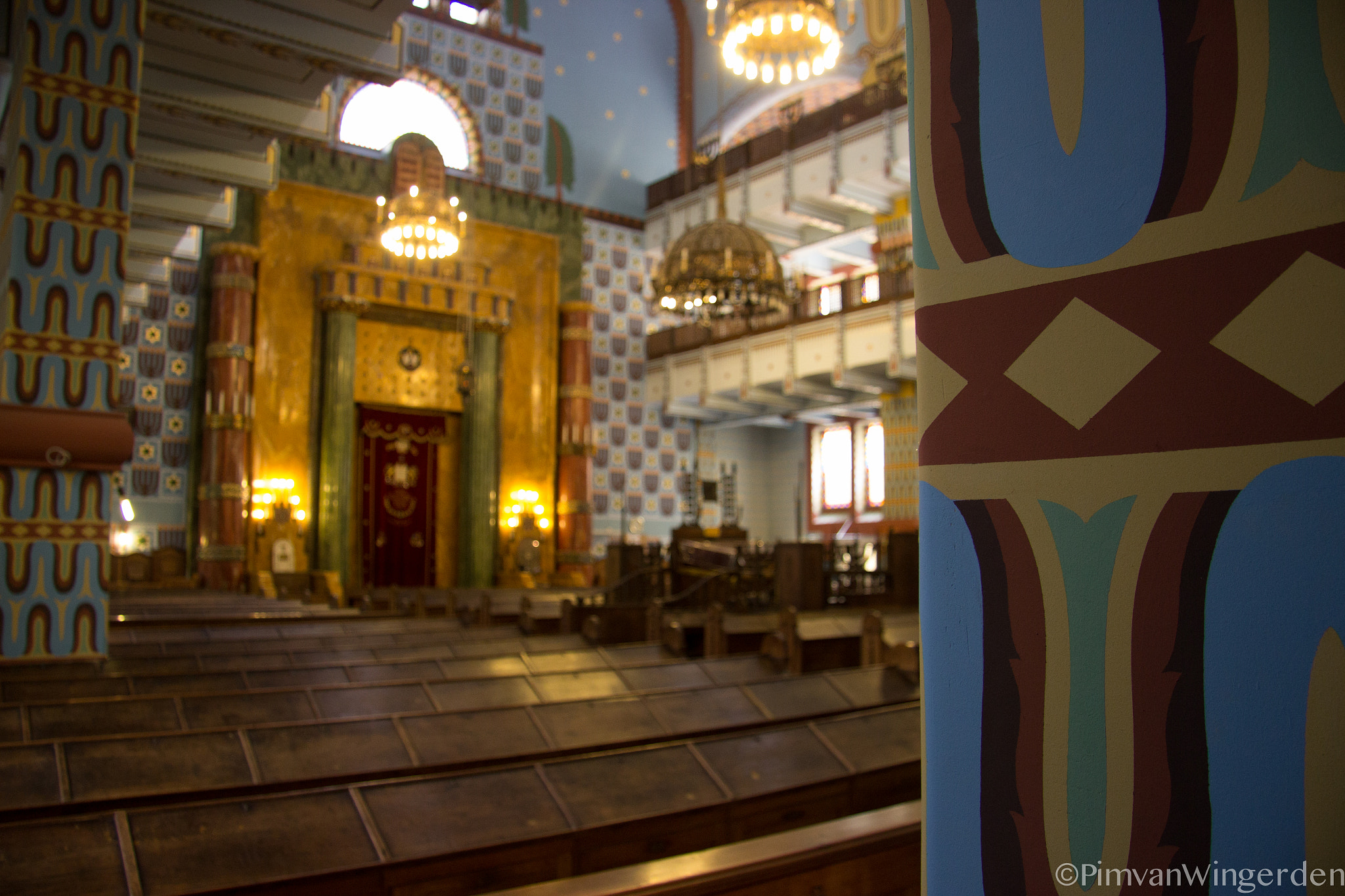
Intérieur de la synagogue de Kazinczy utca

## Personnalités juives

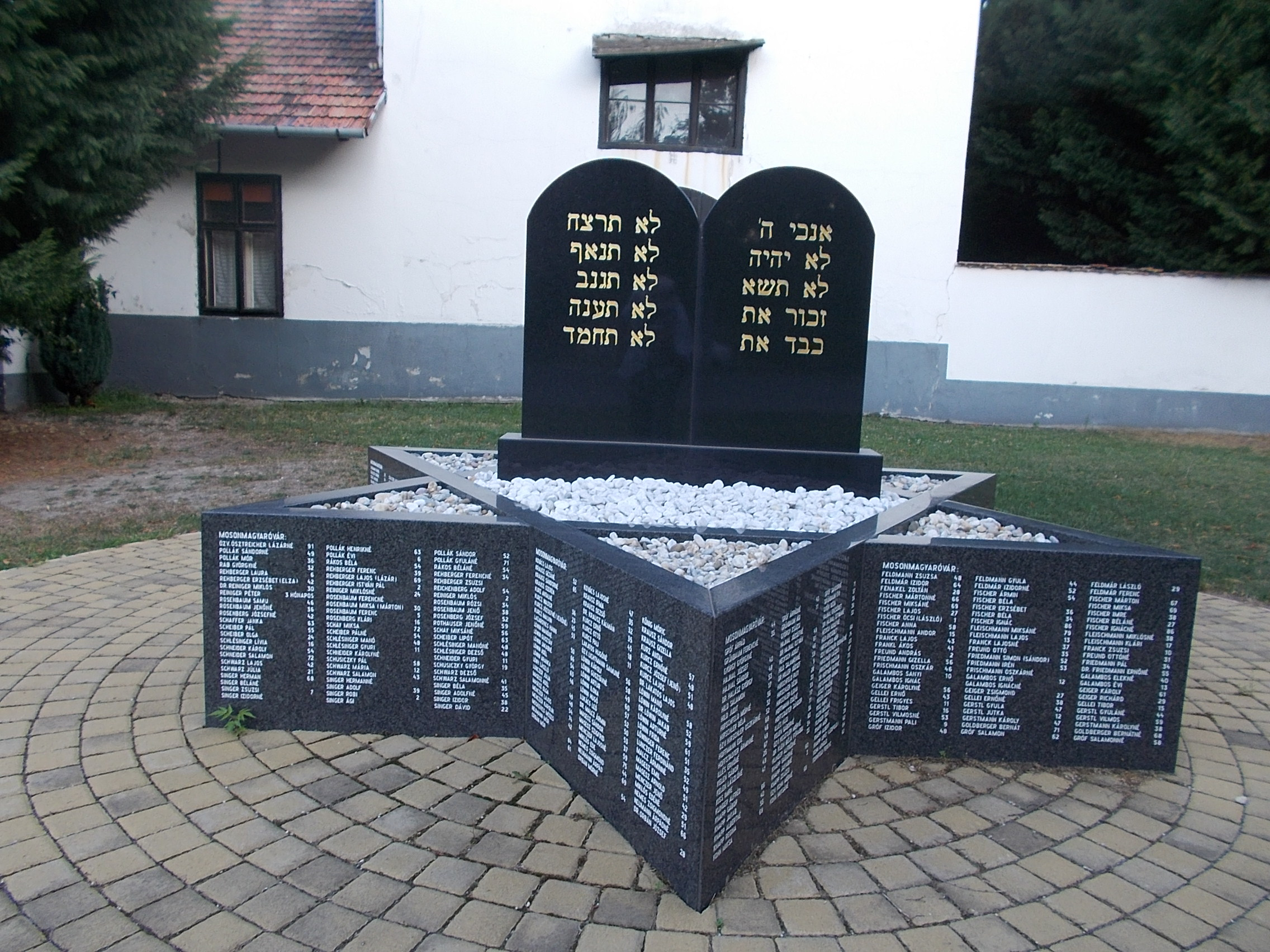
Mémorial de l'Holocauste dans le parc commémoratif Shalom à côté du cimetière juif du quartier Moson à Mosonmagyaróvár (comté de Győr-Moson-Sopron).

- Robert Bárány (1876-1936), de père hongrois, médecin, prix Nobel de physiologie (1914)
- Louise Glück (1943-2023), Américaine de famille hongroise, poétesse, Prix Pulitzer (1993), National Book Award (2014), prix Nobel de littérature (2020)
- John C. Harsanyi (1920-2000), économiste, prix Nobel d'économie (1994), prix du concours de mathématiques d'Eötvös, Prix John von Neumann
- George von Hevesy (1885-1966), chimiste, prix Nobel de chimie (1943)
- Ágnes Keleti (1921-), gymnaste médaillée olympique
- Imre Kertész (1929-2016), écrivain, prix Nobel de littérature (2002)
- George A. Olah (1926-2017), chimiste, prix Nobel de chimie (1994), prix Arthur C. Cope (2001), Ordre du soleil levant (2003), Médaille Priestley (2005), Ordre hongrois du mérite professionnel (2006)
- Attila Petschauer (1904-1943), escrimeur médaillé olympique, interné et mort en déportation
- John Polanyi (1929-), chimiste, médaille Henry Marshall Tory (1977), prix Nobel de chimie (1986), médaille royale (1989)
- Edward Teller (1908-2003), physicien, prix Albert-Einstein (1958), Prix Enrico-Fermi (1962), Prix Harvey (1975), Médaille Eringen (1980), National Medal of Science (1982), Médaille présidentielle de la Liberté (2003)
- Livia Vajda (1929-2011), peintre expressionniste née à Nyíregyháza.
- Eugene P. Wigner (1902 –1995), physicien théoricien, Médaille Franklin (1950), Prix Enrico-Fermi (1958), Médaille Max-Planck(1961), Prix Nobel de physique (1963), National Medal of Science et Conférence Gibbs (1968), Prix Albert-Einstein (1972), Médaille Wigner (1978)
- Jean-Pierre Winter (1951-), de parents hongrois, psychanalyste français.

## Filmographie
- Sunshine, film d’István Szabó, 2004[30]
- « Un Passeport hongrois », documentaire de Sandra Kogut, 2001[31]